# Kathedrale von Reims
Die Kathedrale von Reims (französisch Cathédrale Notre-Dame de Reims, deutsch Kathedrale Unserer Lieben Frau zu Reims) in der nordfranzösischen Stadt Reims, Bischofskirche des Erzbistums Reims, ist wegen ihrer einheitlich scheinenden, ausgewogenen Architektur und umfangreichsten bauplastischen Ausstattung (im Wesentlichen aus dem 13. Jahrhundert) eines der bedeutendsten gotischen Kirchengebäude Frankreichs. In Reims findet man das erste voll entwickelte Maßwerk in der Architekturgeschichte. Architektur und Skulptur der Reimser Kathedrale dominierten den Einfluss der französischen Gotik auf die Entwicklung der Kirchenbau- und Bildhauerkunst östlich des Rheins seit den 1220er Jahren. Die Kathedrale ist ein bedeutender historischer Erinnerungsort nicht nur des monarchischen Frankreich. Hier wurden seine Könige gekrönt, hier triumphierte Jeanne d’Arc, hier zerschoss deutsche Artillerie im Ersten Weltkrieg hunderte bedeutendste Kunstwerke und hier demonstrierten de Gaulle und Adenauer 1962 die deutsch-französische Versöhnung.
Seit 1991 gehört die Kathedrale zum UNESCO-Welterbe und ist national als Monument historique klassifiziert. Sie ist mit rund einer Million Besuchern im Jahr einer der Hauptanziehungspunkte der Champagne.

## Geschichte
Der erste Kirchenbau entstand bereits im 5. Jahrhundert auf den Überresten gallo-römischer Thermen.
Nach der von Erzbischof Hinkmar von Reims gebildeten Legende hat gegen Ende des 5. Jahrhunderts der hl. Remigius als Bischof von Reims den Frankenkönig Chlodwig I. getauft und mit einem vom Himmel herab gesendeten Öl gesalbt. Daraus leitete der Reimser Erzbischof das Recht ab, in seiner Kathedrale jeden neuen König von Frankreich krönen und salben zu können.
Es bestand seit karolingischer Zeit eine bedeutende Domschule. Der bekannteste Lehrer war der Mathematiker Gerbert von Aurillac, weitere waren der Gründer der Kartäuser Bruno von Köln, Lotulf von Novara und Alberich von Reims.
Vom 11. Jahrhundert bis in das 19. Jahrhundert (nicht wie oft angenommen zur Revolution im 18. Jahrhundert) wurden hier französische Könige gekrönt, so auch 1429 Karl VII. im Beisein der Jeanne d’Arc. Die letzte Krönung fand am 29. Mai 1825 (Karl X.) statt. So symbolisierte die Kathedrale die enge Verbundenheit zwischen Monarchie und Kirche. Obwohl die Dritte Republik die Trennung von Staat und Kirche durchgesetzt hat, steht die Kathedrale von Reims sinnbildhaft für die französische Nation.
Während der Französischen Revolution erlitt die Reimser Kathedrale nur leichte Schäden. Ab 1860 leitete der Denkmalpfleger Eugène Viollet-le-Duc Restaurierungsarbeiten an der Westfassade.
1870 wurde die Kirche durch Papst Pius IX. zur Basilica minor ernannt.

### 20. Jahrhundert
Im Ersten Weltkrieg wurde die Kathedrale schwer beschädigt, unter anderem wurde der hölzerne Dachstuhl aus dem 15. Jahrhundert komplett zerstört. Nach der Marneschlacht vom 5. bis 12. September 1914 hatten sich die deutschen Truppen in befestigte Stellungen nördlich von Reims zurückgezogen, die sie bis 1918 halten konnten. Die Stadt, die am 13. September von französischen Soldaten besetzt worden war, wurde aus diesen Stellungen heraus von der deutschen Artillerie beschossen. Ein Großteil des Stadtzentrums wurde dabei zerstört, auch die Kathedrale selbst wurde spätestens ab dem 17. September immer wieder getroffen. Am 19. September schlugen insgesamt 25 Geschosse in das Bauwerk ein und setzten zunächst das Gerüst am Nordturm in Brand. Bei seinem Einsturz beschädigte es den Skulpturenschmuck der Fassade. Das Feuer griff auf den Dachstuhl über, der völlig ausbrannte. Das Bleidach schmolz, auch ein großer Teil der mittelalterlichen Glasfenster wurde zerstört. Ab 1915 war die Fassade mit Sandsäcken geschützt, wurde aber bis zum März 1918 immer wieder zum Ziel des Artilleriebeschusses. Bei Kriegsende ragte das Bauwerk schwer beschädigt über den Ruinen der Stadt auf.

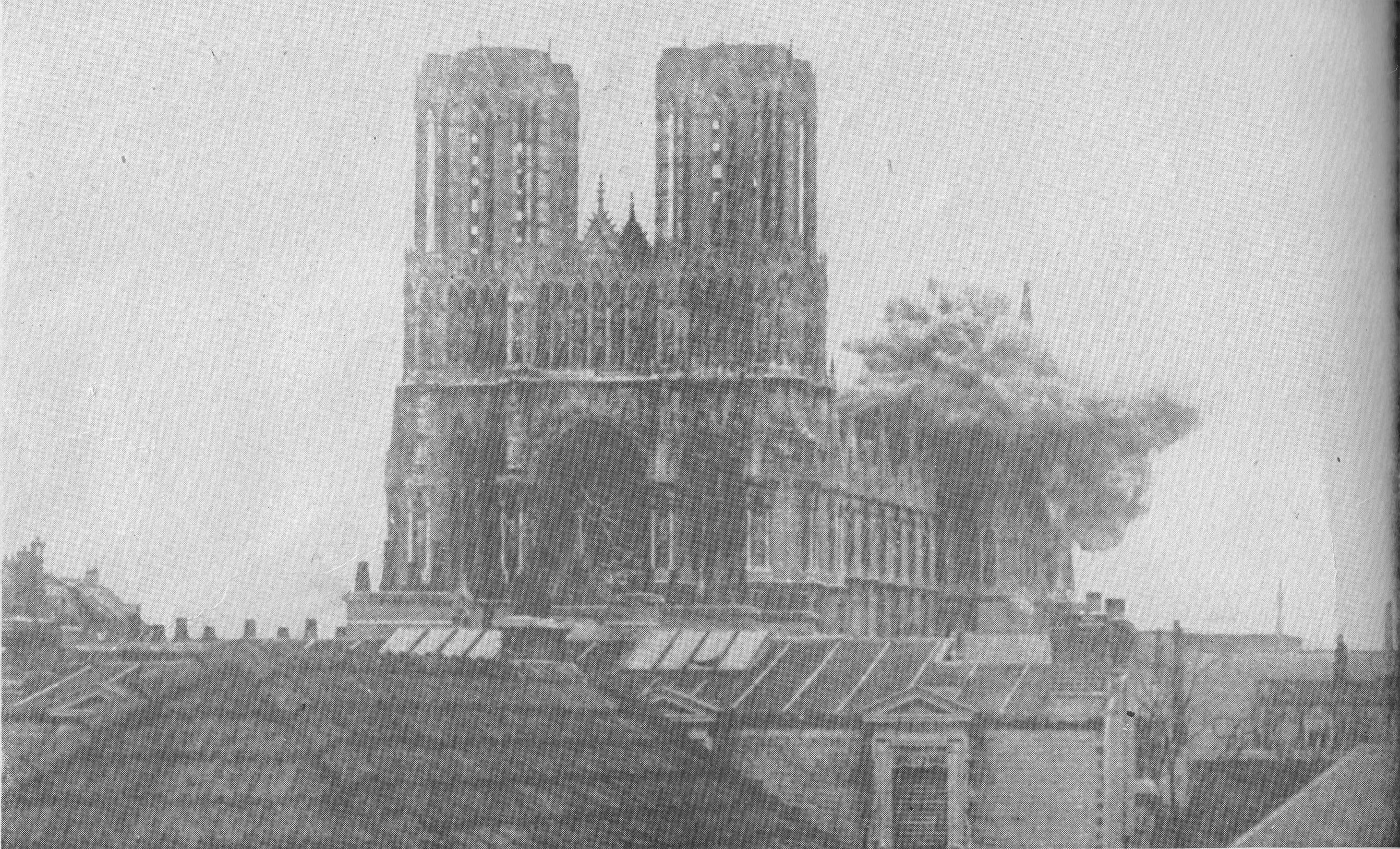
Beschuss der Kathedrale, 1914

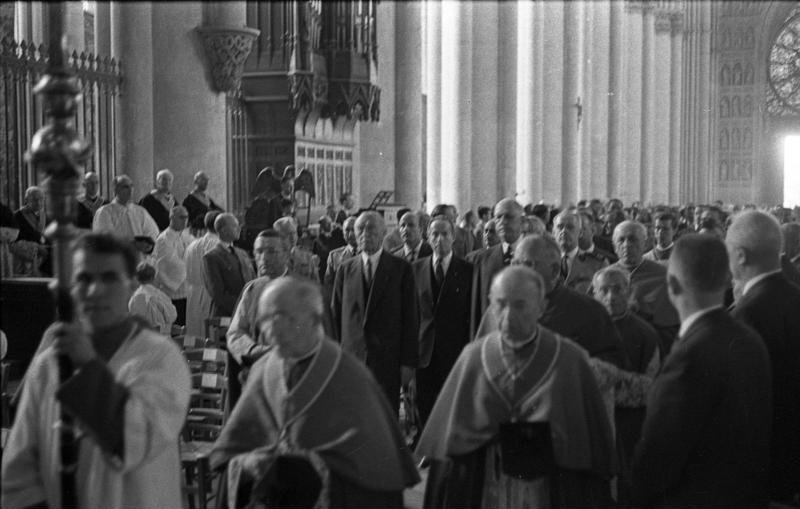
De Gaulle und Adenauer in der Kathedrale von Reims, 1962

Aufgrund ihrer Bedeutung als Ort politischer und nationaler Identität Frankreichs sowie wegen ihres architekturgeschichtlichen Ranges wurde die Zerstörung der Kathedrale von Reims von der Kriegspropaganda beider Seiten ausgiebig kommentiert. Der deutsche Heeresbericht vom 22. September 1914 rechtfertigte den Beschuss mit einem auf einem Turm befindlichen französischen Beobachtungsposten. Die französische und die internationale Presse stellten die Zerstörung dagegen als Akt bewusster und gezielter Barbarei dar.
In der Zwischenkriegszeit wurde die Kathedrale ab 1919 unter der Leitung von Henri Deneux (1874–1969) wieder aufgebaut, der hölzerne Dachstuhl dabei durch einen aus vorfabrizierten Betonelementen ersetzt. Finanzielle Unterstützung erhielt der Wiederaufbau durch Mittel der Rockefeller Foundation. Ab 1927 wurde die Kathedrale wieder teilweise genutzt. Am 18. Oktober 1937 wurde die Kathedrale wieder eingeweiht; der damalige französische Ministerpräsident Albert Lebrun nahm an dem Hochamt teil.
Nach dem Zweiten Weltkrieg wurde die Kathedrale von Reims auch zu einem Symbolort der deutsch-französischen Freundschaft: Vor dem Hintergrund der Zerstörung im Ersten Weltkrieg war sie am 8. Juli 1962 Ort einer Messe, an der Staatspräsident Charles de Gaulle und Bundeskanzler Konrad Adenauer während eines Staatsbesuchs demonstrativ teilnahmen. Anlässlich des 50. Jubiläums dieser historischen Begegnung fand dort am 8. Juli 2012 ein Treffen von Staatspräsident François Hollande und Bundeskanzlerin Angela Merkel statt.

## Baugeschichte

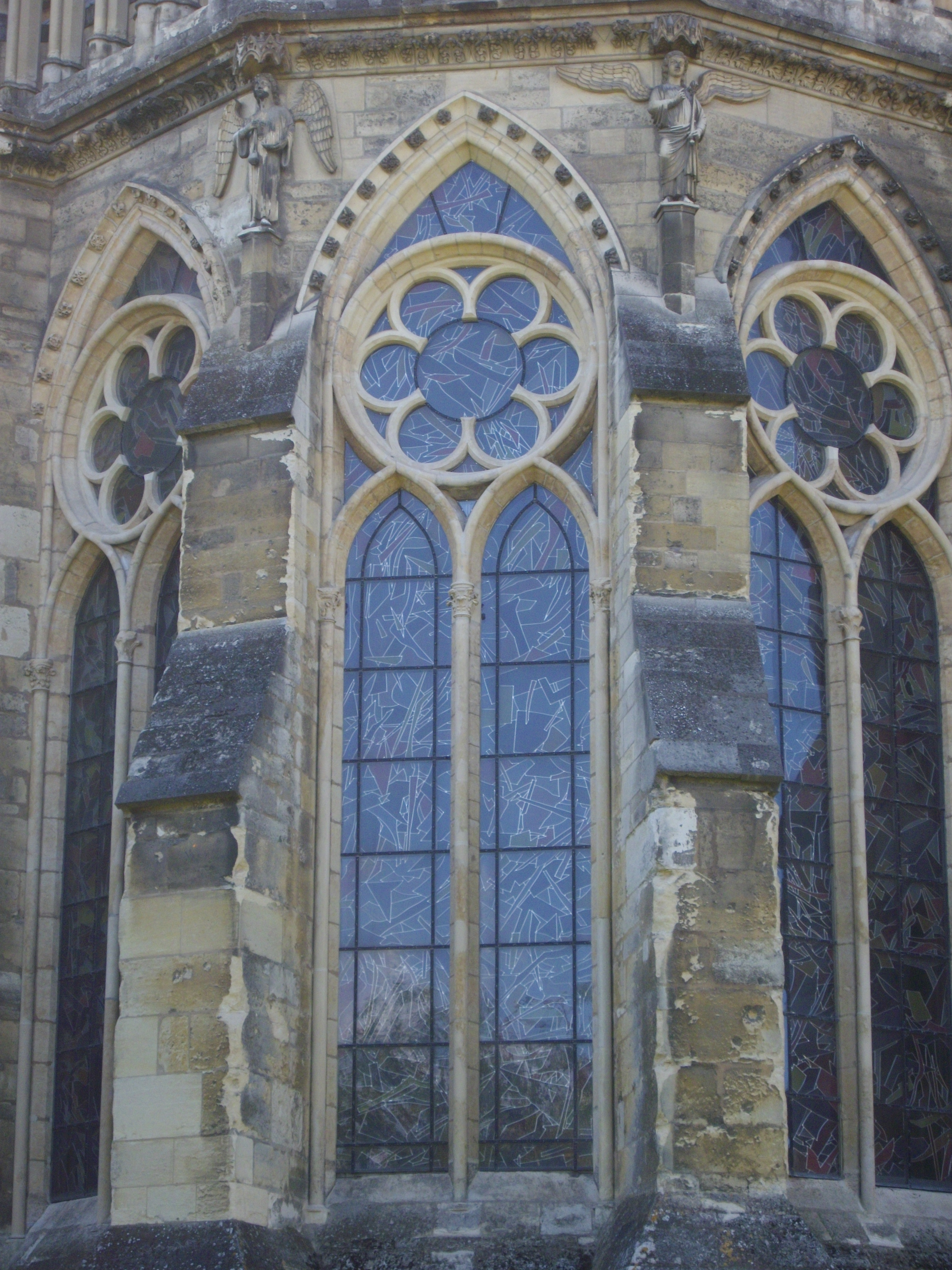
Chor der Kathedrale mit den frühesten Maßwerkfenstern

Die Namen der angeblichen ersten Baumeister der Kathedrale werden in dem berühmten, 1778 zerstörten Labyrinth genannt, das in der zweiten Hälfte des 13. Jahrhunderts in den Fußboden eingelassen worden war, dessen Wortlaut aber nicht zuverlässig überliefert ist. Sie geben allerdings für die Baugeschichte kaum Anhaltspunkte, weil mit diesen Nennungen keine anderen Werke in Verbindung gebracht werden können. Auch ist ihre Reihenfolge umstritten; die jüngere Forschung schlägt folgende Ordnung vor, die sich aus dem Abschreiten des Wegemusters im Uhrzeigersinn ergibt: Gaucher de Reims, Jean Loup, Jean d’Orbais, Bernard de Soisson.
Um 1215/17 dürfte Villard de Honnecourt die Baustelle besucht haben, denn auf einer seiner Zeichnungen ist nur das Untergeschoss des Chors getreu wiedergegeben, während die oberen Zonen noch nicht ausgeführt waren.
Nach einem verheerenden Brand 1210 begann bereits ab 1211 eine intensive Bautätigkeit. Die kurze Planungszeit bestärkte den Verdacht, dass der Brand mit der Absicht eines Neubauvorhabens zu tun hatte. Weitere für die frühe Baugeschichte relevante Daten urkundlicher Art fehlen. Zwischen 1233 und 1236 entwichen Erzbischof und Domkapitel vor einem Aufbegehren der Reimser Bürgerschaft aus der Stadt; man rechnet in diesen Jahren mit einem längeren Stillstand der Bauarbeiten. Nach einer Weihe 1241 übernahm das Domkapitel den Chor (wohl nur seine östlichen Teile) zur Nutzung.

Grundriss

Schon gegen 1220, vielleicht mit Übernahme der Bauleitung durch Jean Loup, muss es einen Planwechsel gegeben haben. Das damals noch im Bereich des jetzigen westlichsten Langhausjochs bestehende Eingangsmassiv aus dem 12. Jahrhundert beabsichtigte man durch eine weiter im Westen gedachte neue Fassade zu ersetzen. Das hatte nicht nur eine Verlängerung des Langhauses zur Folge, sondern zur Wahrung der Proportionen auch einen Ausbau des Querhauses. Die unteren Schichten von Langchor und Querhaus wurden bis etwa 1230/35 errichtet.
Vielleicht erst nach Fertigstellung der zwischen etwa 1235 und 1250 errichteten oberen Teile von Chor, Querhaus und Langhaus, die durch ein Streben nach noch mehr Höhe gekennzeichnet sind, ging man an den Bau der neuen Westfassade, in deren Bereich 1252 die letzten Häuser abgerissen wurden. Auch sie lässt zwei Planungsphasen erkennen, eine ältere, die bis zu den Kapitellen über den Gewändefiguren reicht und eine spätere, deren beide Rosenfenster (eines direkt über dem Mittelportal als Teil der Verglasung anstelle steinerner Tympana und eines hinter und über der Spitze des mittleren Wimpergs) schon Züge des Gothique rayonnant aufweisen. Bei der Krönung Philipps des Schönen 1286 war der Westbau bis in Höhe des großen Rosenfensters fertiggestellt.
1311 war die dreischiffige Basilika mit Ausnahme der oberen Geschosse der Westtürme fertiggestellt und erhielt ihr endgültiges Bleidach. Während des Hundertjährigen Krieges (1337 bis 1453) kamen die Arbeiten nur noch langsam voran.
1481 zerstörte ein weiterer Brand das Dach und den Vierungsturm, der hernach nicht wiederhergestellt wurde, sodass sich dort jetzt eine einfache Kreuzung der Dachfirste befindet.

## Architektur

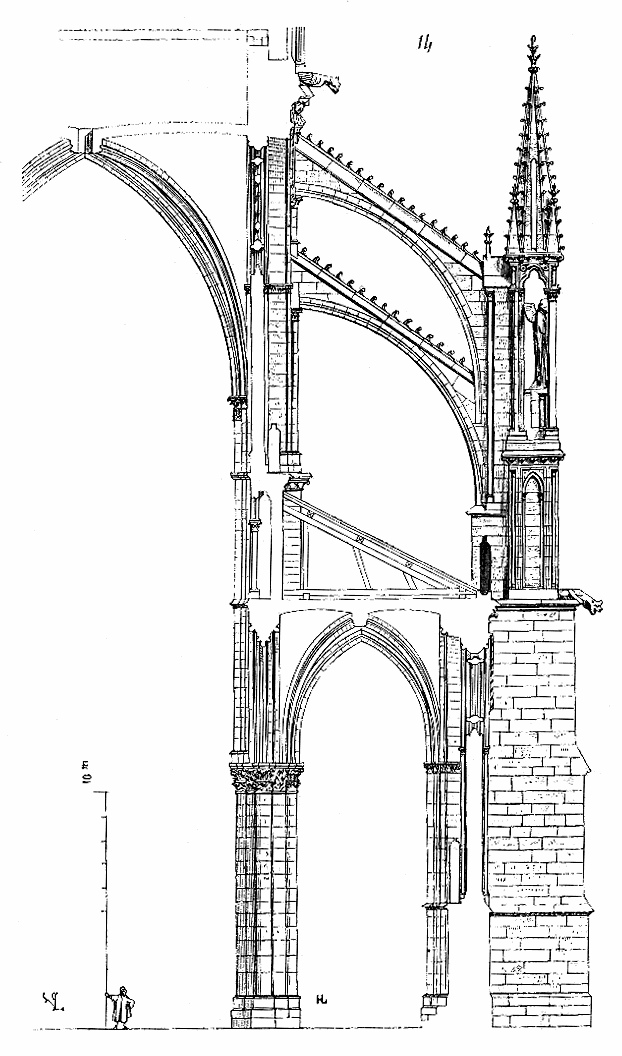
Eugène Viollet-le-Duc: Querschnitt mit Maßstab

Trotz verschiedener Planwechsel während der etwa das ganze 13. Jahrhundert ausfüllenden hochgotischen Bauzeit erscheint auf den ersten Blick heute der Bau als einheitliches Gebilde in ungestörter Abfolge seiner Teile. Auf dem Grundriss sind von Ost nach West abzulesen: Fünf radial gestellte Kapellen umgeben den Chorumgang, dessen Gliederungssystem sich über das dreischiffige Querhaus mit seiner etwas größeren Vierung in das Langhaus fortsetzen. Wegen der von Anfang an verwendeten Profil-Maßwerke wird diese Kathedrale nach deutschen Kriterien der Hochgotik zugerechnet. Wie schon die kurz nach 1194 begonnene Kathedrale von Chartres hat die Kathedrale von Reims keine Emporen, aber die Triforien sind noch nicht befenstert. Nach französischen Stilkriterien gehören Chor und Langhaus daher dem Gothique classique an. In der ab Mitte des 13. Jahrhunderts errichteten Westfassade wurde dann eine größtmögliche Ausdehnung der Glasflächen angestrebt, typisch für die Rayonnantstil. Infolge der Reparaturen nach dem Brand von 1481 findet sich in den Querhausgiebeln Flamboyantstil.

### Maße
Die Länge der Kathedrale von Reims beträgt außen 149,17 m, fünf Meter mehr als der Kölner Dom, und innen 138 m, fünf Meter mehr als die Innenlänge der Kathedrale von Amiens. Die Mittelschiffe haben in ganzer Länge konstante Breiten, nehmen aber wegen Axialkapellen, Chorumgängen und teilweise abgesetzten Turmjochen nicht die gesamten Innenlängen ein. Das Mittelschiff in Reims besteht aus dem Chorpolygon und vierzehn rechteckigen Jochen, einschließlich der Vierung und des hier kaum abgesetzten Turmjochs. In dem dreischiffigen Querhaus ist Notre-Dame de Reims 55 Meter breit. Das dreischiffige Langhaus hat eine Breite von 32 Metern. Die Höhe des Mittelschiffes beträgt (knapp) 37 m, in Amiens zum Vergleich 42,3 m in Köln 43,35 m. Die beiden Westtürme der Reimser Kathedrale mit einer Höhe von 81 Metern zeigen nur basale Ansätze von Turmhelmen. Mit Turmspitzen hätten sie wohl eine Gesamthöhe von 120 Metern erreicht.

### Chor

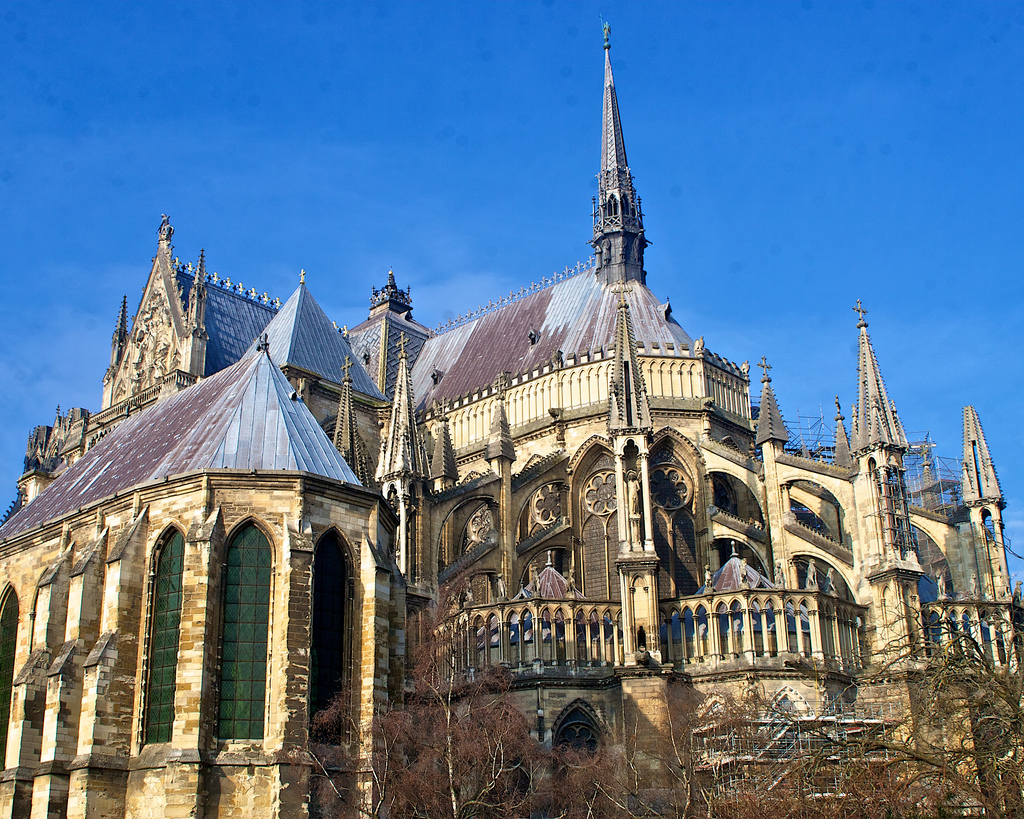
Chorpartie

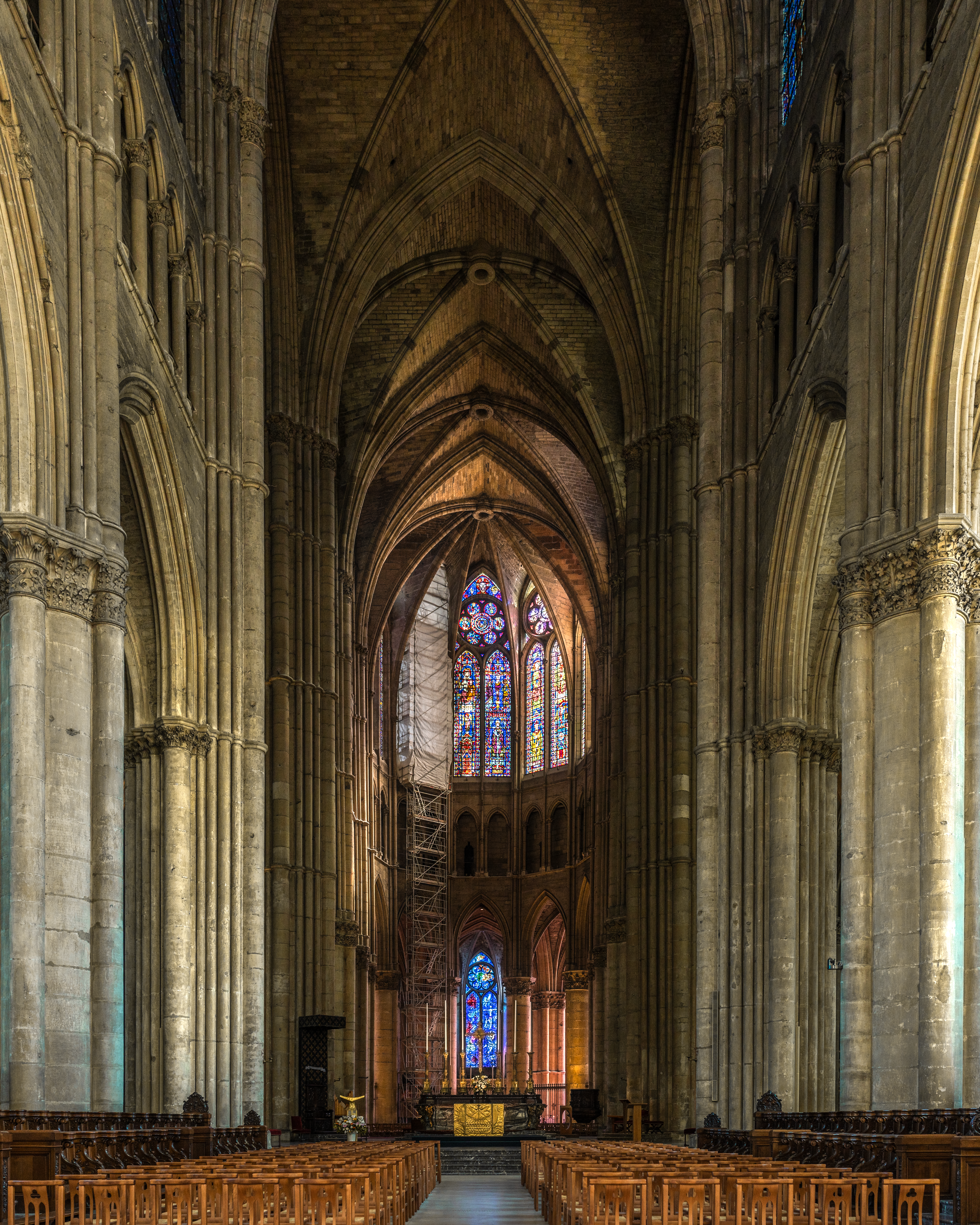
Mittelschiff des Chors

Reims war die Krönungskirche des französischen Königtums und für solche nationale Feierlichkeiten musste natürlich genügend Raum für die Zeremonie und die Würdenträger geschaffen werden. Dazu sind die beiden vorderen Chorjoche fünfschiffig angelegt, mit doppelten Seitenschiffen. Der polygonale Chorumgang, an dem die Radialkapellen hängen, ist aber einläufig, in Fortführung der Seitenschiffe des dreischiffigen Langhauses.
Erst auf einem Grundriss ist abzulesen, wie sensibel die Baumeister manche Feinheiten entwarfen: So vermindert sich zwischen Vierung und Chorpolygon die Jochlänge in kleinen Schritten, um sich dem Pfeilerabstand im Chorhaupt allmählich anzugleichen. Das Maßwerk, die bahnbrechende Neuerung in Reims, wurde erstmals schon in den ab 1211 errichteten Chorkapellen realisiert, indem man je zwei Lanzettfenster mit einer Rosette zusammenfügte.
Die Kapellen am Chorumgang haben wegen der Größe der Maßwerkfenster ab Sohlbankhöhe polygonale Grundrisse, unterhalb davon sind die Kapellengrundrisse noch rund, wie im Gothique primitif. Am etwa gleichzeitig begonnenen Magdeburger Dom findet sich die gleiche Kombination, obwohl dessen Kapellen noch schmale frühgotische Fenster haben.

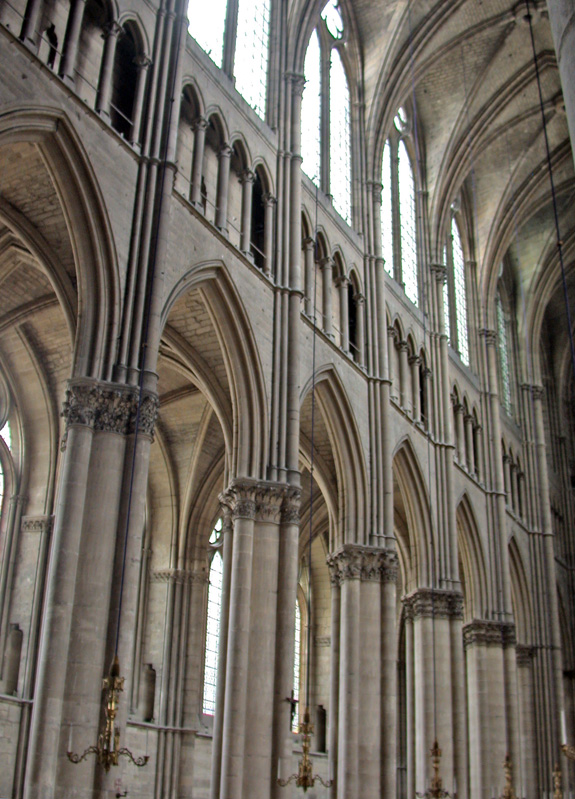
Langhausmittelschiff

### Langhaus
Der Aufriss des hohen Mittelschiffs folgt dem in Chartres vorgeformten, um 1200 im französischen Kathedralbau klassisch werdenden Schema Arkaden – Triforium – Obergaden. Das undurchfensterte Triforium mit Laufgang trennt die hohen Mittelschiffsarkaden von den voll durchlichteten Obergadenfenstern. Die Dome in Soisson und Chartres waren mit dieser Anordnung vorausgegangen, aber hier sind die Wände noch einmal mehr zugunsten des Sprossenwerks der Maßwerkfenster zurückgewichen.
Wie sich deren Glieder des Maßwerks einer Einheit unterordnen, sind auch die Profile an Pfeilern und Gewölben aufeinander bezogen. Von Chartres ist der von Säulen umstandene kantonierte Pfeiler übernommen, doch in der Vierung ist er bereits zum Bündelpfeiler weiterentwickelt, bei dem alle Gewölberippen als Profilstäbe, die den Pfeilern aufliegen (sogenannte „Dienste“) bis auf die Basis heruntergeführt werden und so der Ableitung des Gewölbedrucks einen sichtbaren Ausdruck geben.
Das Langhaus wird im Westen durch die neuartigen Maßwerkfenster beleuchtet und auch das verglaste Tympanon der Portalzone ermöglicht ganz neue Lichtverhältnisse. Selbst hinter den Wimpergen der Portale wurde die Mauer in Glas aufgelöst, so dass hier ein mittleres Lichtband zwischen den beiden Rosen entstand. Das ist eine Vorform des wenig später entwickelten verglasten Triforiums. Hier haben wir jetzt das voll entwickelte Schema der Hochgotik vor uns, das sich in Frankreich nicht mehr wesentlich ändern wird: dreizoniger Wandaufbau, vierteiliges Kreuzrippengewölbe und Maßwerkfenster.

### Turmfassade

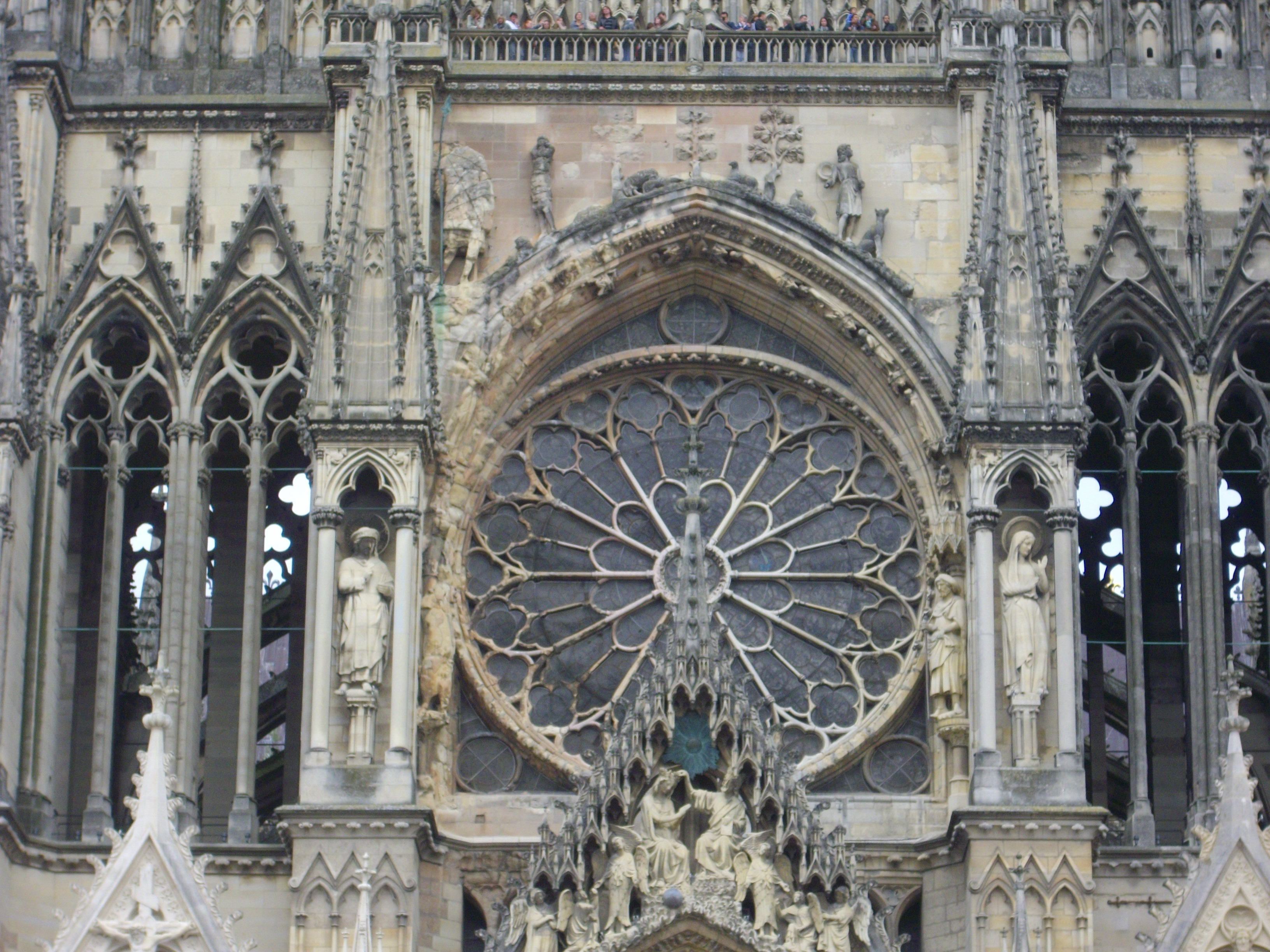
Obere Westrose und Durchblick durch die Türme

Die Fassade gilt als das klassische Beispiel französischer Hochgotik schlechthin. Sie wurde ab der Mitte des 13. Jahrhunderts (1252–1275) errichtet. Sie kann als Weiterentwicklung der Turmfront der Laon aufgefasst werden, hat die gleiche Verteilung der architektonischen Elemente, darunter ebenfalls eine weit vorgezogene Portalzone mit Wimpergen, ist dabei in allen Teilen wesentlich feingliedriger. Jedoch ist die Reimser Königsgalerie im Unterschied zur Laoner Zwerggalerie (und zur Königsgalerie von Notre-Dame de Paris) eine Blendgalerie.
Maßwerk ersetzt auch in der Portalzone das bisher mit Reliefs gefüllte Tympanon, eine völlig neue Idee, die für die Beleuchtung des dahinter liegenden Innenraumes große Bedeutung hat. Die Fensterrose ist das Zentrum dieser plastisch und dynamisch hoch bewegten Fassade. Diese Reimser Idee war damals derart erfolgreich, dass die Westfassaden zahlreicher Kathedralen nach diesem Vorbild umgeändert wurden. Eklatant ist der stilistische Fortschritt vom großen Radfenster von Laon aus der Zeit um 1200 und den Rosenfenstern über den Portalen und im Mittelportal der Reimser Westfassade.
Als Gegengewicht gegen das mächtige Portalgeschoss und die Rosette im zweiten zieht sich die bekrönende Königsgalerie um das ganze Turmgeschoss herum. Ihre Figuren waren ursprünglich vergoldet.
Die Westtürme sind nicht ganz vollendet worden, auf die ursprünglich geplanten Spitzen wurde verzichtet.
Der im 13. Jahrhundert wohl vor Baubeginn der Westfassade errichtete Vierungsturm wurde nach dem Brand von 1481 nicht wiederhergestellt (s. o.), lediglich vier angedeutete, laubenförmige Türme, die das Dach des Mittelschiffs nicht überragen, flankieren auf den Seitenschiffen der Querhausarme das Mittelgeviert.

## Skulpturen
Markantestes Merkmal der Kathedrale ist ihre mit Figuren reich versehene Westfassade. Kein anderes gotisches Bauwerk ist so opulent innen und außen mit Reliefs und Skulpturenschmuck versehen worden. Bis hin zu den Flanken der Strebepfeiler und den sie bekrönenden Tabernakeln und den mimisch so ausdrucksvollen Konsolköpfen umgibt plastischer Schmuck die gesamte Kathedrale.
Über drei Westportale hinweg wird ein umfangreicher Figurenzyklus entwickelt, innerhalb dessen sich deutlich ablesbare Entwicklungen der hochgotischen Plastik zeigen. Zusammen mit den Bildwerken an der westlichen Innenwand, an Chor und Querhaus bilden sie die umfangreichste Skulpturenfolge des 13. Jahrhunderts in ganz Europa.

### Zur Stilgeschichte der Reimser Skulpturen
Das große Arbeitsvolumen der sich auf alle Teile des Baus erstreckende Ausstattung mit Bildhauerarbeiten, wechselnde Architekten, Planänderungen und die sich über Jahrzehnte hinziehende Bauzeit brachten es mit sich, dass nicht nur unterschiedliche Bildhauer an der Kathedrale arbeiteten, sondern ihre Werke auch oft erst lange nach Anfertigung versetzt wurden.
Schon bald nach Baubeginn wurde an Portalfiguren gearbeitet, die zum Teil noch Jahrzehnte auf ihre Aufstellung am Westportal warten mussten.
Die ältesten Skulpturen finden sich an den Portalen des nördlichen Querhauses. Sie wurden aufgestellt, als der Neubau noch nicht weit nach Westen fortgeschritten war, aber man einen repräsentativen Zugang zu den bereits in Funktion gesetzten Chorbereichen schaffen wollte.
Um 1220 entstand auch die später an das rechte Westportal gesetzte Reihe Simeon bis Moses. Es sind riesenhaft wirkende, breit und mächtig proportionierte Gestalten mit großen Köpfen. Ihre eng gefältelten Draperien erinnern noch an die Nordquerhausportale von Chartres, doch in Reims beginnen sich die Figuren von den Säulen zu lösen und ein variationsreicheres Faltenspiel überzieht die weniger schematisierten Figuren. Gleichwohl waren sie zur Zeit ihrer Versetzung bereits von einer moderneren Stilentwicklung überholt und wurden daher an einer weniger prominenten Stelle verwendet.
In die frühen 1230er Jahre (manche meinen, erst nach Aufhebung des Interdikts 1241) dürften die von einer Steinmetztruppe aus Amiens gehauenen Figuren gehören, die von dort einen scharfkantigen Gewandstil spitz zulaufender Schüsselfalten mitbrachten. Zu diesen gehört die Darstellung im Tempel und die Verkündigungsmaria am Mittelportal.
Immer wieder sind an den Reimser Skulpturen Motive wahrgenommen worden, die eine Berührung mit antiken Vorbildern erkennen lassen. Ob dem aber die direkte Kenntnis römischer Überbleibsel oder Vermittlungsleistungen auf dem Umweg über mosane Goldschmiedekunst zugrunde liegen, muss im Einzelfall entschieden werden. Besonders deutlich ist das antike Erbe an der berühmten Heimsuchungsgruppe (ebenfalls um 1230–35) des Mittelportals zu beobachten. Doch sollte von einem „Reimser Klassizismus“ nicht die Rede sein, ganz aus dem Geist des Mittelalters sind Ausdruck und Gefühl im Zueinander der Figuren gestaltet.
Protagonisten einer späten Gruppe von Skulpturen, unbestritten um die Mitte des 13. Jahrhunderts angefertigt, sind der Josef vom Mittelportal und der Lächelnde Engel am linken Portal.

Drei Stilphasen der Reimser Kathedralskulptur
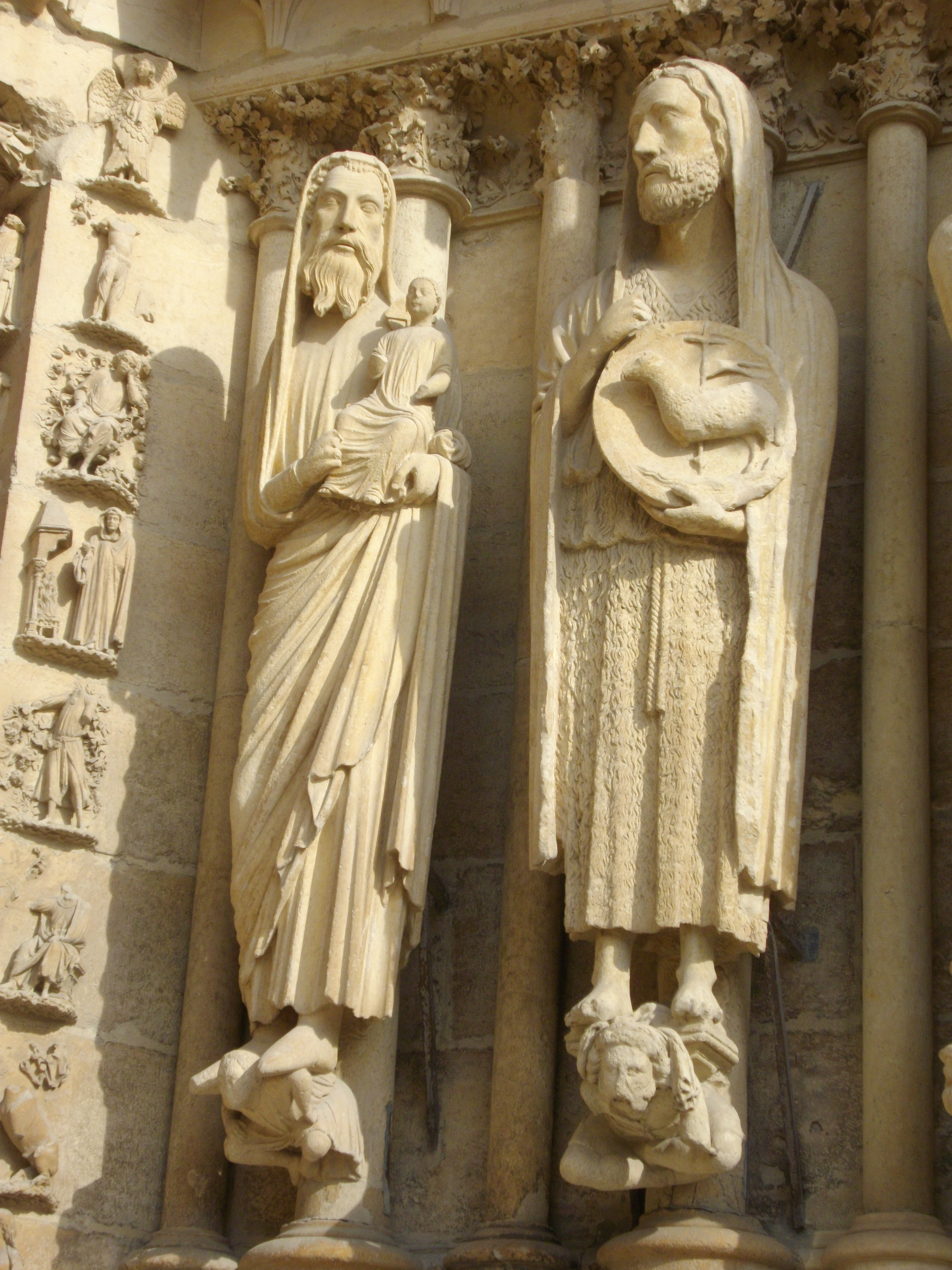
Simeon und Johannes der Täufer vom rechten Westportal, rechtes Gewände. Um 1220
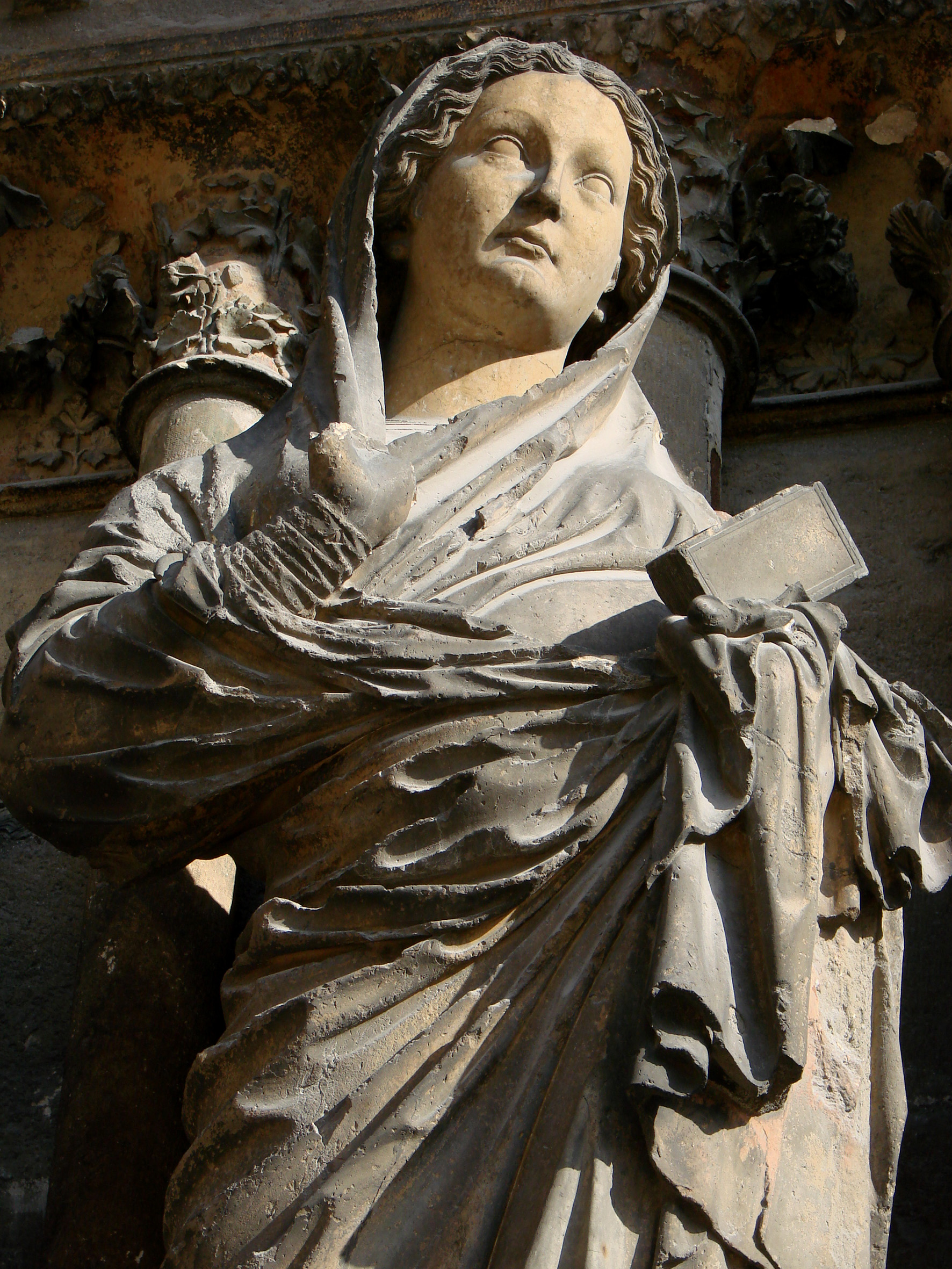
Maria (Heimsuchung) vom rechten Gewände des Mittelportals, um 1230–33, beeinflusst von antiker Plastik
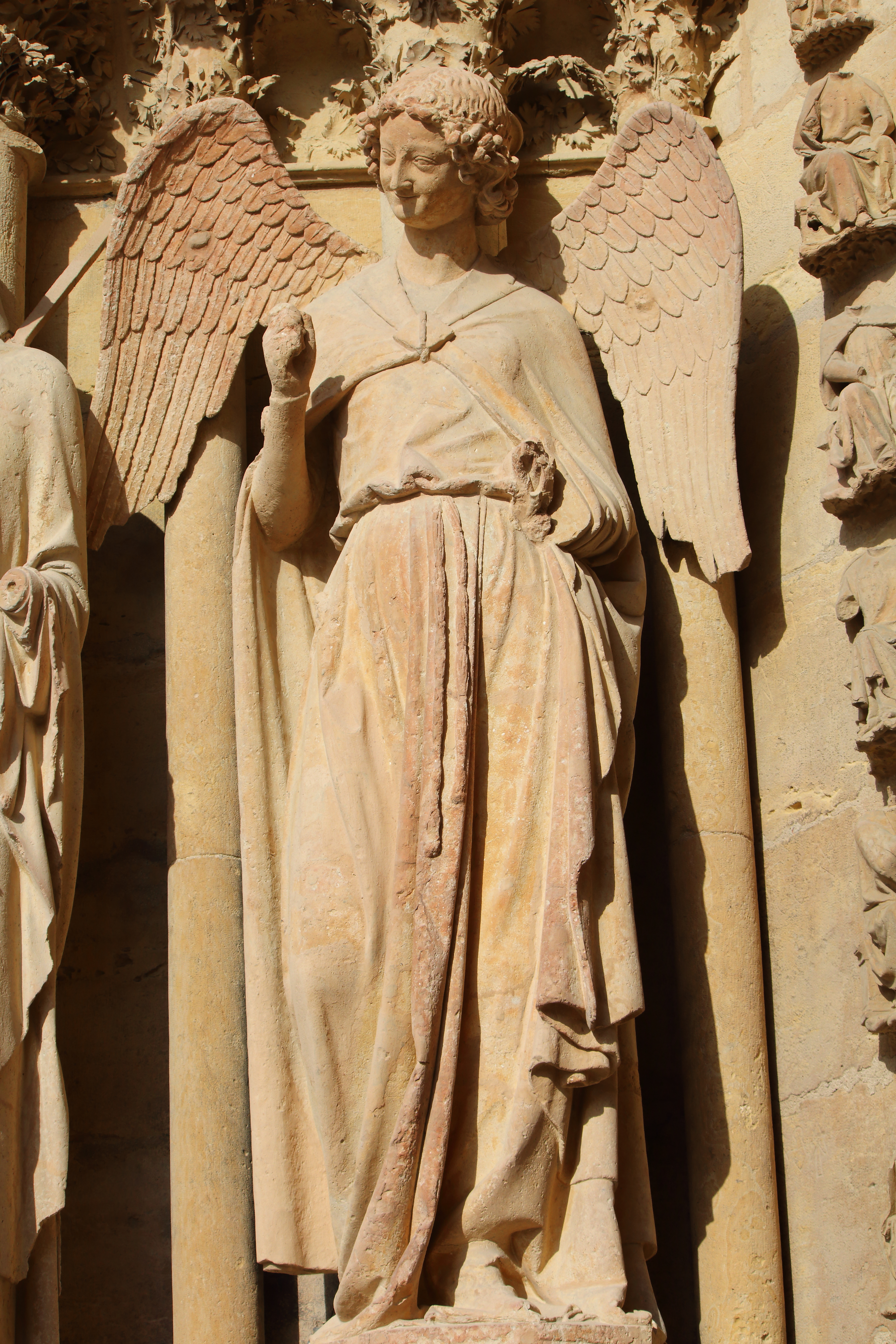
Der lächelnde Engel vom linken Gewände des linken Westportals, um 1250

### Portalgruppe am Nordquerhaus

#### Gerichtsportal
Eingeklemmt zwischen zwei Strebebögen, daher ohne die übliche Abschrägung der Gewände unter eine spitzbogige Tonne gestellt, flankieren sechs Apostel den segnenden Trumeau-Christus vor der heute vermauerten linken Portalöffnung. Seinen Kopf hat er 1914 durch deutschen Beschuss eingebüßt. Das Tympanon schildert das Jüngste Gericht, unterhalb des sitzenden Weltenrichters bevölkern Auferstehende, Gerettete und Verdammte, die dreistreifige Bilderzählung. Das Portal wird neuerdings um 1210/15 sonst um 1230 datiert.

#### Nordquerhaus: Heiligenportal
Das auch als Calixtus- oder Sixtusportal bezeichnete Portal in der Mitte versammelt die wichtigsten Reimser Lokalheiligen.
Am Trumeaupfeiler steht Calixt I. im päpstlichen Ornat.
Das Gewändeportal mit sechs Figuren zeigt links den Hl. Nicasius von Reims zwischen seiner Schwester und einem Engel; auf der rechten Gewändeseite den Hl. Remigius von Reims zwischen einem Engel und einem weiteren Heiligen. 

Im Tympanon schildert der untere Streifen Nicasiuslegenden, im zweiten und vierten Streifen Wunder aus der Remigius-Vita, im dritten Register ist die Hiobsgeschichte eingeschoben. Um 1225–1230.

#### Nordquerhaus: Porte romane
Ganz rechts zeigt das westlichste, auch porta preziosa genannte Portal eine vor der glatten Tympanonfläche sitzende Madonna unter einem Bogenlauf mit Engeln und im Scheitel eine emporgetragene Seele, die von der Hand Gottes gekrönt wird. Ikonographie und Denkmaltypus lassen annehmen, dass es sich hier um die Reste eines aus dem abgebrannten Vorgängerbau übernommenen Nischengrabmals aus der Zeit um 1180 handelt, die man in der ersten Hälfte des 13. Jahrhunderts zum Schmuck der relativ kleinen Pforte wiederverwandte.

Skulpturenportale am Nordquerhaus
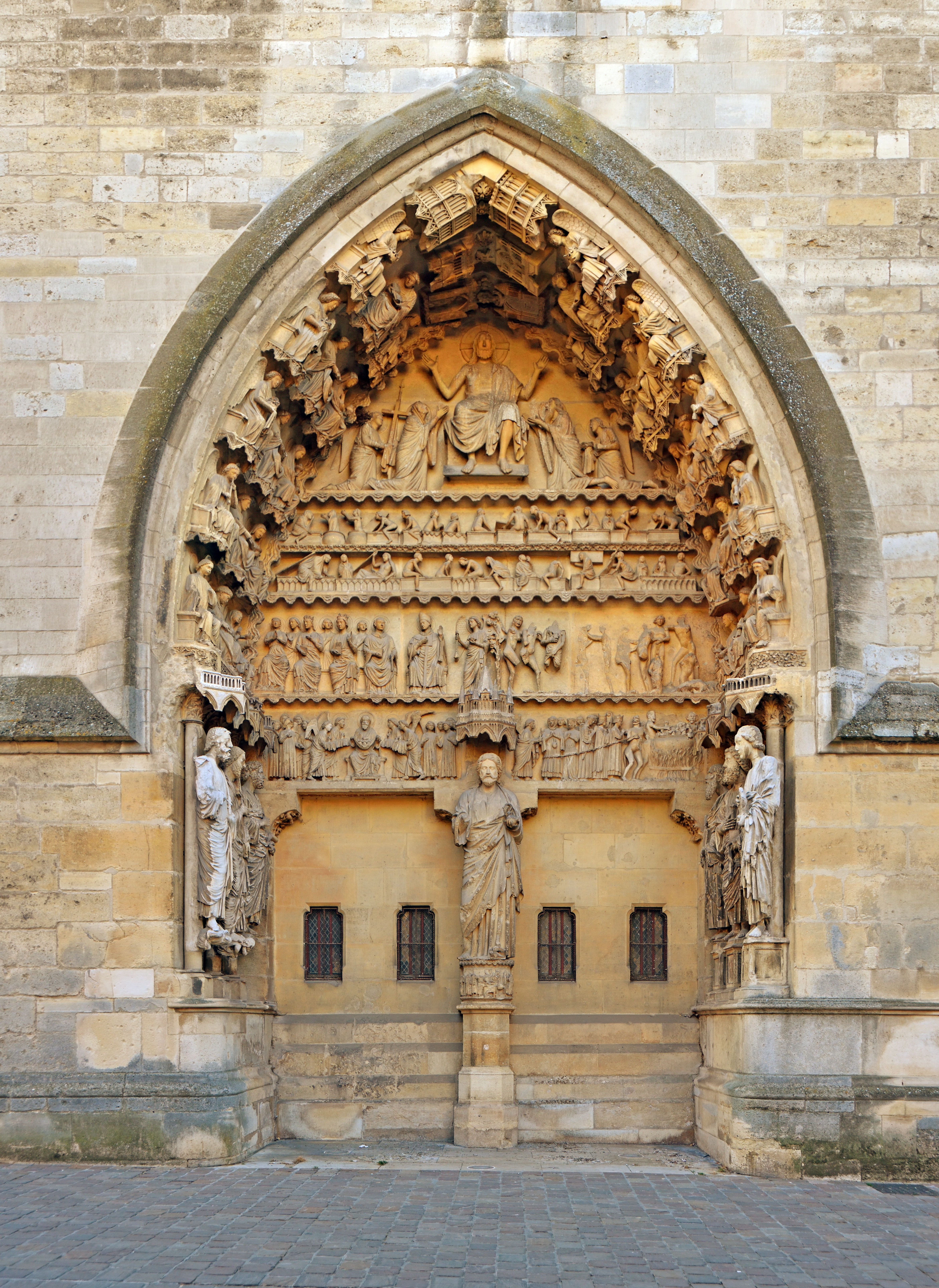
Weltgerichtsportal, Architekturmodelle als Baldachine
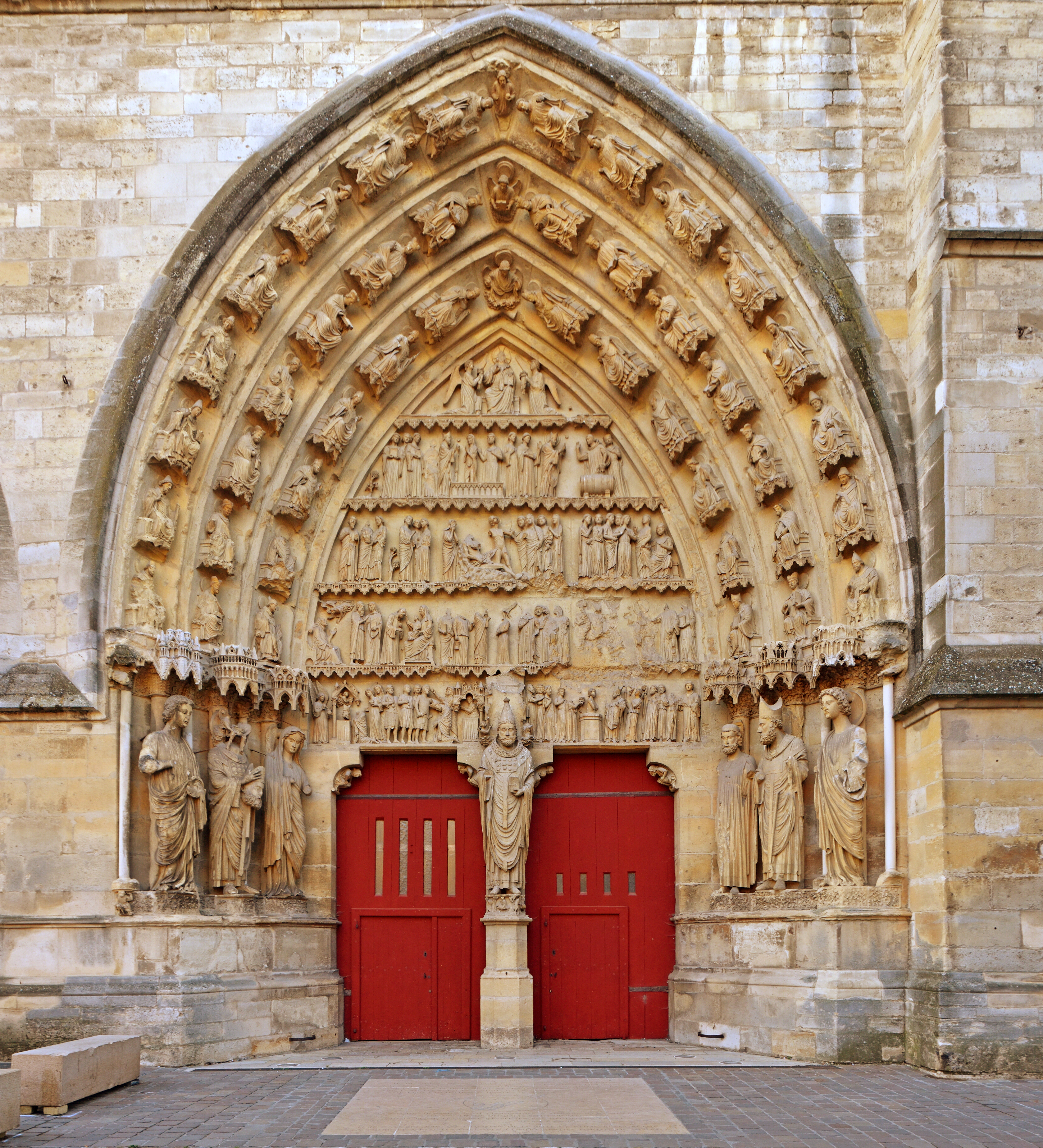
Heiligenportal, mit Stufengewände
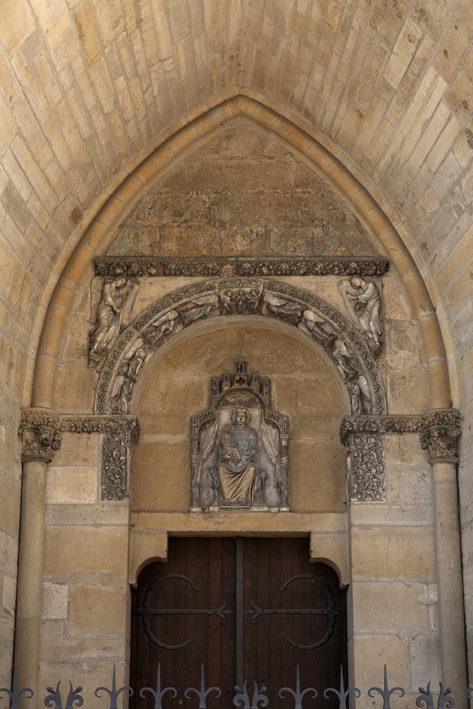
Porte romane, mit Rundbogen, aber Skulpturenplatzierung in der Arkatur schon gotisch

### Portalgruppe der Westfassade

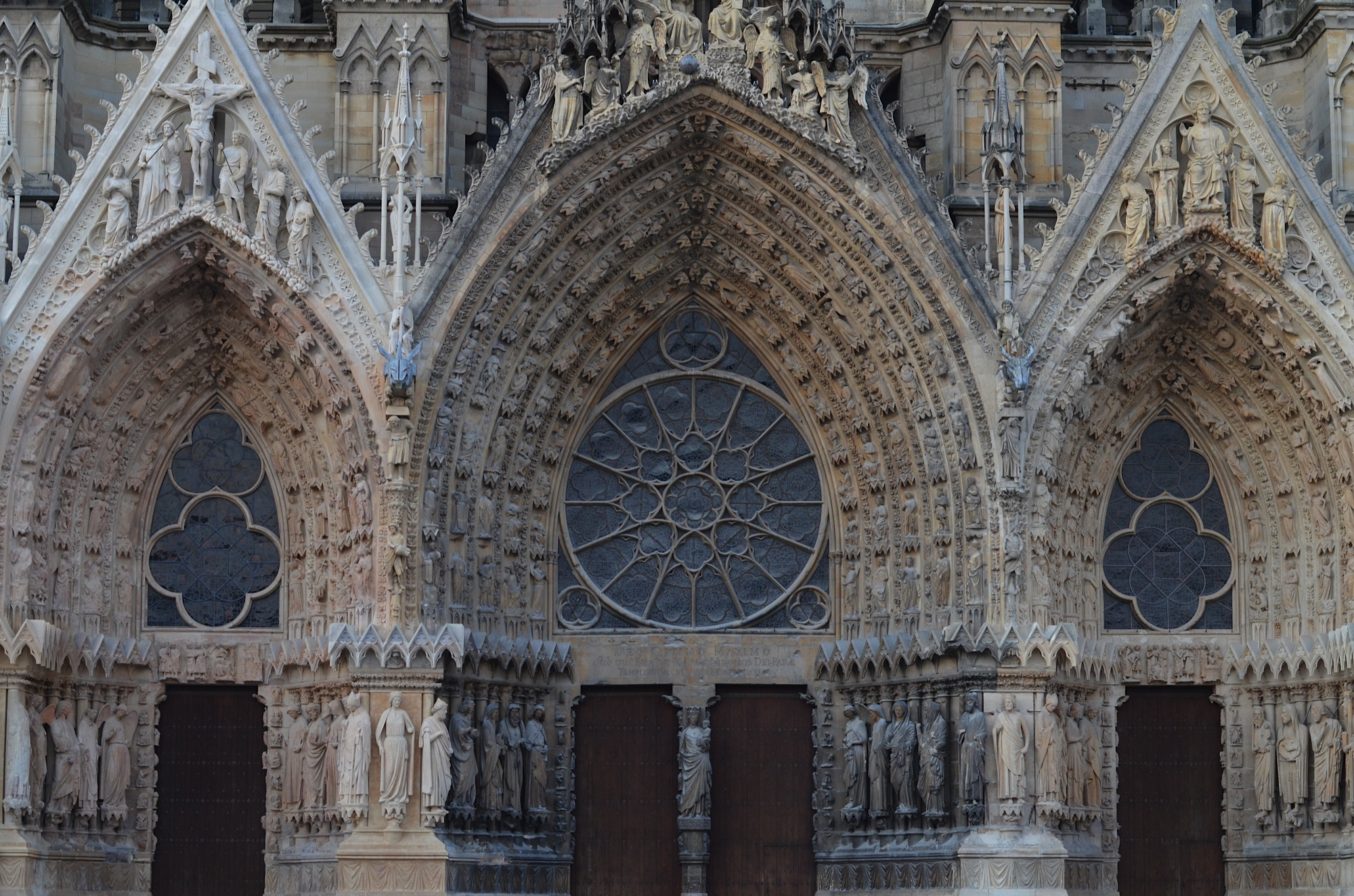
Figurenschmuck und Tympanonverglasungen der westlichen Portalgruppe

### Übersicht der Gewändefiguren der Westfassade
Die drei folgenden Schemata der westlichen Gewändefiguren sollen sowohl eine thematisch-ikonographische Übersicht bieten, als auch durch Angabe der vermuteten Entstehungszeiten eine stilgeschichtliche Gruppierung der aus verschiedenen Phasen stammenden Werke erleichtern. Aufgelistet jeweils von links nach rechts.
| Linkes Gewände                 | Datierung | ◀▶ | Rechtes Gewände      | Datierung |
| ------------------------------ | --------- | -- | -------------------- | --------- |
| Darstellung im Tempel (Josef)  | 1245–55   |    | Engel (Verkündigung) | 1245–55   |
| Darstellung im Tempel (Maria)  | 1230–33   |    | Maria (Verkündigung) | 1230–33   |
| Darstellung im Tempel (Simeon) | 1230–33   |    | Maria (Heimsuchung)  | 1230–33   |
| Darstellung im Tempel (Magd)   | 1245–55.  |    | Anna (Heimsuchung)   | 1230–33   |

Am Trumeau Maria als neue Eva, am Strebepfeiler die Königin von Saba und König Salomon
| Linkes Gewände     | Datierung | ◀▶ | Rechtes Gewände | Datierung |
| ------------------ | --------- | -- | --------------- | --------- |
| Weibliche Heilige  | 1245–55   |    | Heiliger        | 1241      |
| Engel              | 1230–33   |    | Heiliger        | 1241      |
| Dionysius/Nicasius | 1230–33   |    | Heilige         | 1245–55   |
| Lächelnder Engel   | 1245–55   |    | Johannes Ev. ?  | 1245–55   |

In den Archivolten Passionsgeschichte, im Türsturz die Bekehrung des Paulus
| Linkes Gewände    | Datierung | ◀▶ | Rechtes Gewände | Datierung |
| ----------------- | --------- | -- | --------------- | --------- |
| Bischof           | 1230–33   |    | Simeon          | um 1220   |
| Heiliger          | 1245–55   |    | Johannes d.T.   | um 1220   |
| Papst Calixtus    | 1230–33   |    | Jesaias         | um 1220   |
| Prophet           | 1245–55   |    | Moses           | um 1220   |
| männliche Gestalt |           |    |                 |           |

#### Mittleres Westportal

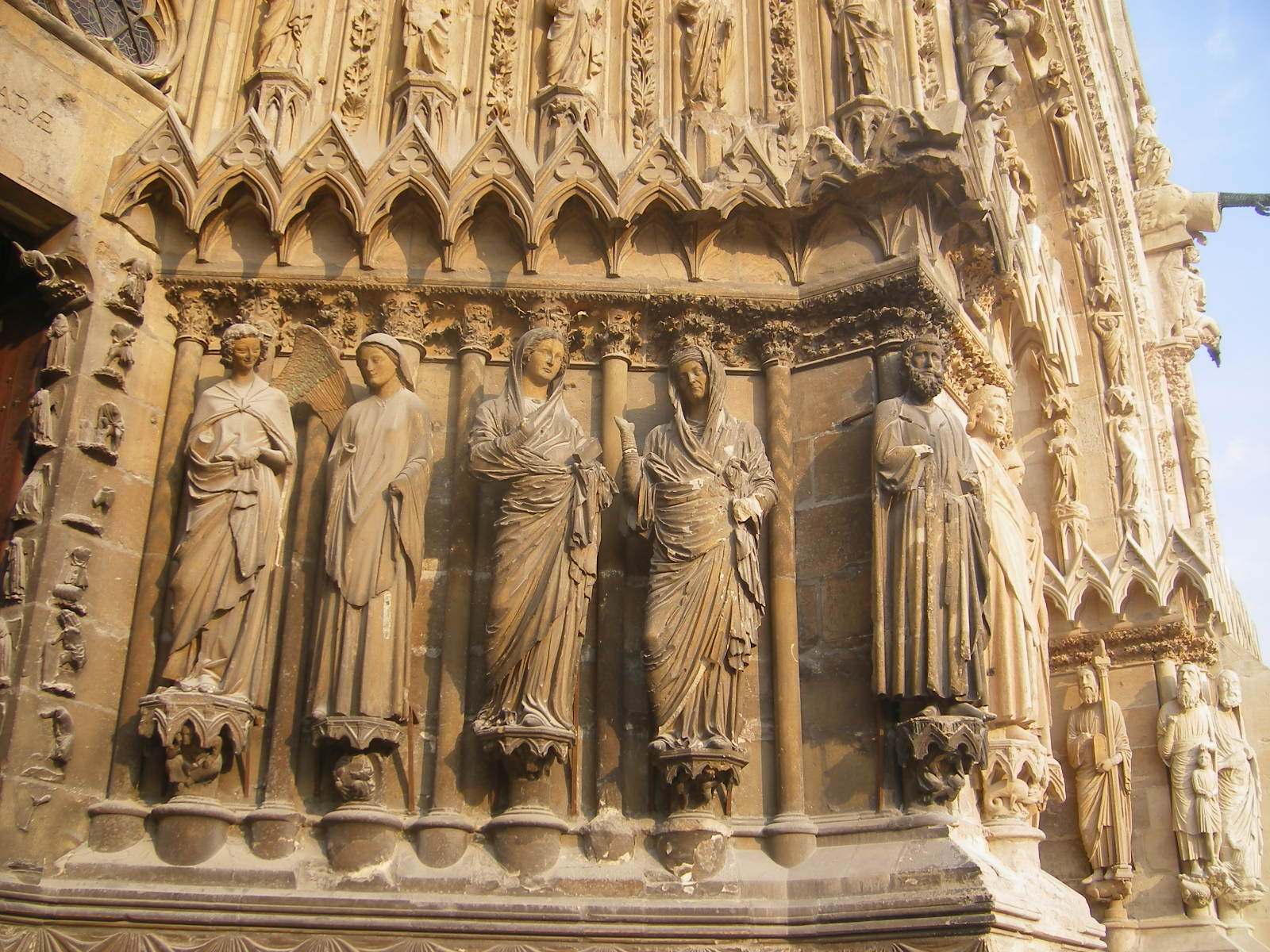
Verkündigung und Heimsuchung am rechten Gewände des Mittelportals der Westfassade

Während vorausgehende Kathedralen oft das Weltgericht in die Mitte der Westportalanlagen stellen, ist hier die Muttergottes  das zentrale Thema, allerdings musste wegen der Verglasung des Tympanonfeldes die Marienkrönung in den Wimperg gerückt werden (moderne Kopie, Originalteile im Museum). Die Archivolten wurden 1612 weitgehend erneuert. Madonna am Trumeau von etwa 1250. Die Gewändefiguren beziehen sich auf die Kindheit Jesu.
Rechtes Gewände: Das linke Paar stellt die Verkündigung dar, die rechte Zweiergruppe ist die sog. Heimsuchung, also die Zusammenkunft der beiden ein Kind erwartenden Frauen Maria und Elisabeth. Besonders das Gesicht der Maria, der zweiten Figur von rechts, hat die Klarheit, den Adel und die Großflächigkeit antiker Frauengestalten. Auch die Behandlung der Gewänder erinnert eher an griechisch-römische Skulpturen als die traditionelleren Figuren auf der linken Seite des Gewändes. Die Figuren wurden in den frühen 1230er Jahren für ein anders geplantes Portal an der später abgerissenen Westfassade angefertigt, aber erst um die Mitte des Jahrhunderts, dem Baufortschritt entsprechend, an die neue Westanlage versetzt.
Linkes Gewände: Feinere Unterschiede lassen sich auch im linken Gewände erkennen. Die Szene der Darbringung im Tempel der beiden mittleren Figuren lässt andere Auffassungen erkennen als die der Seitenfiguren. Die Statuen stammen aus zwei Werkstätten, keine allerdings aus der Werkstatt, aus der die Heimsuchungsgruppe hervorging. Maria und Simeon in der Mitte sind wenig bewegt und haben einen ruhigen, in sich gesammelten Ausdruck; sie gehören zu den aus Amiens beeinflussten Skulpturen
In den kräftig gebauten Köpfen herrschen einfache, nicht sonderlich individuelle Züge vor, die einem vorgegebenen Typus entsprechen. Die dicken Stoffe legen sich den Oberkörpern in großen, glatten Flächen an, während sie von den Armen in schweren Falten herabfallen, dabei tiefe Täler und vollplastisch gewölbte Stege bilden und Raum und Schatten einfangen. Diese Menschen sind weder in antikischem Sinne idealisiert wie bei der Heimsuchung, noch seherisch oder dramatisch gesteigert, sondern erdnah menschlich und volkstümlich, durch ihre Gemessenheit aber mit Würde versehen.
Ganz anders ist der Meister, der links außen den Josef neben Maria und die Hannah neben Simeon gemeißelt hat. Die Körper sind schlanker und beginnen sich in den Hüften zu wiegen, die Schultern zu drehen und die Standfestigkeit zu verlieren. Die schmalen feinen Köpfchen sitzen beweglich auf dünnen Hälsen. Da die stoff- und faltenreichen Gewänder keinen rechten Halt mehr haben, bekommen die weit ausholenden Schwünge und Bäusche eine eigene Lebendigkeit.
Hier wird eine Auffassung erkennbar, die auf ein anderes Lebensgefühl schließen lässt und teilweise in der Literatur als Entkörperlichung, teils als Preziosität beschrieben wird. Nicht mehr das harmonische Gleichgewicht von Körperhaftigkeit und Beseelung wie in der Mittelgruppe ist gewollt, sondern eine die in der weiteren Entwicklung zu größerer Eleganz führt. Auf jeden Fall ist die Phase der klassischen Plastik der ersten Jahrhunderthälfte überschritten. Da ähnliche Tendenzen in Pariser Arbeiten um 1245–55 festzustellen sind, ist diese Ansetzung auch gut mit der baulichen Fertigstellung der Westfassade in Einklang zu bringen.

#### Linkes Westportal

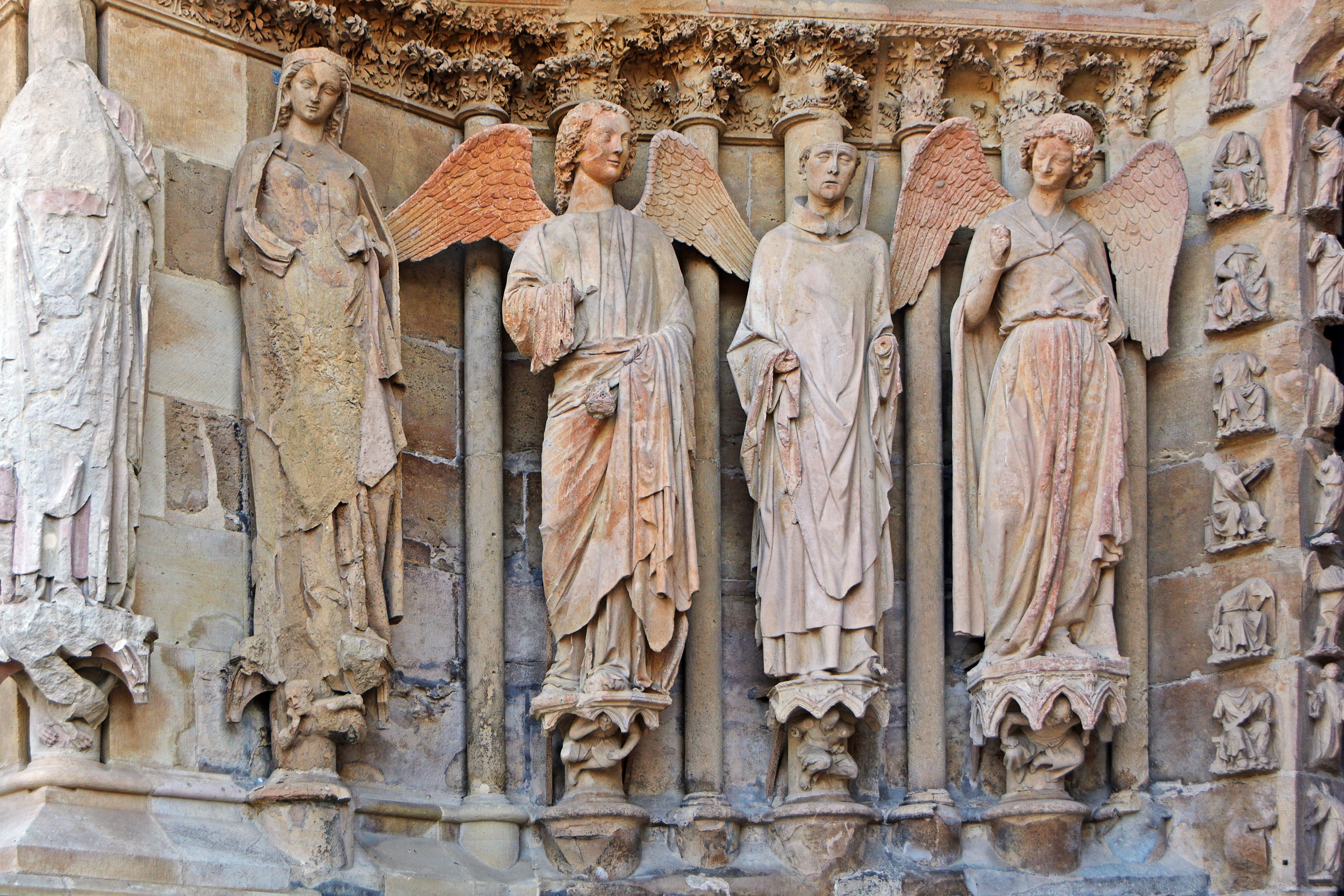
Westfassade, linkes Portal, linkes Gewände v. re.: lächelnder Engel, beschädigter Priester, weiterer Engel

Das linke Westportal ist christologisch bestimmt. Im Giebel die Kreuzigung, in den Archivolten links unten die Versuchung Christi, darüber Passionsszenen, die im Wimperg mit der Kreuzigung gipfeln. Die rechten Archivolten sind erneuert.

#### Rechtes Westportal
Im Vergleich zu Chartres sind die Standbilder am rechten Gewände in jedem Sinn von der Säule befreit und selbständig geworden, so dass sie zueinander in Beziehung treten können. Die Körper sind mächtig bewegte Massen mit breiten Schultern und kräftigen Gliedern, die Köpfe groß und schwer. Sie entstanden etwa drei Jahrzehnte vor ihrer Versetzung.

### Königsgalerien
Nach Fertigstellung der Westportale verlangsamte sich das Tempo des Baufortschritts. Die Rosengeschosse und westlichen Langhaustabernakel sind in den 1260er Jahren, die Königsgalerie unterhalb der Turmfreigeschosse erst im 14. Jahrhundert entstanden. In ihrem Zentrum steht die Taufe Chlodwigs. Hier wird also deutlich auf die Königsfolge des Frankenreiches Bezug genommen.
Stilgeschichtlich bedeutender sind die vorausgehenden Königsfiguren an den Strebepfeilern beider Querhausfassaden. 14 Statuen wurden um 1230–1240 in Höhe des Rosenfensters einzeln in Tabernakel gestellt. Sie stehen im Zusammenhang eines biblischen Programms.

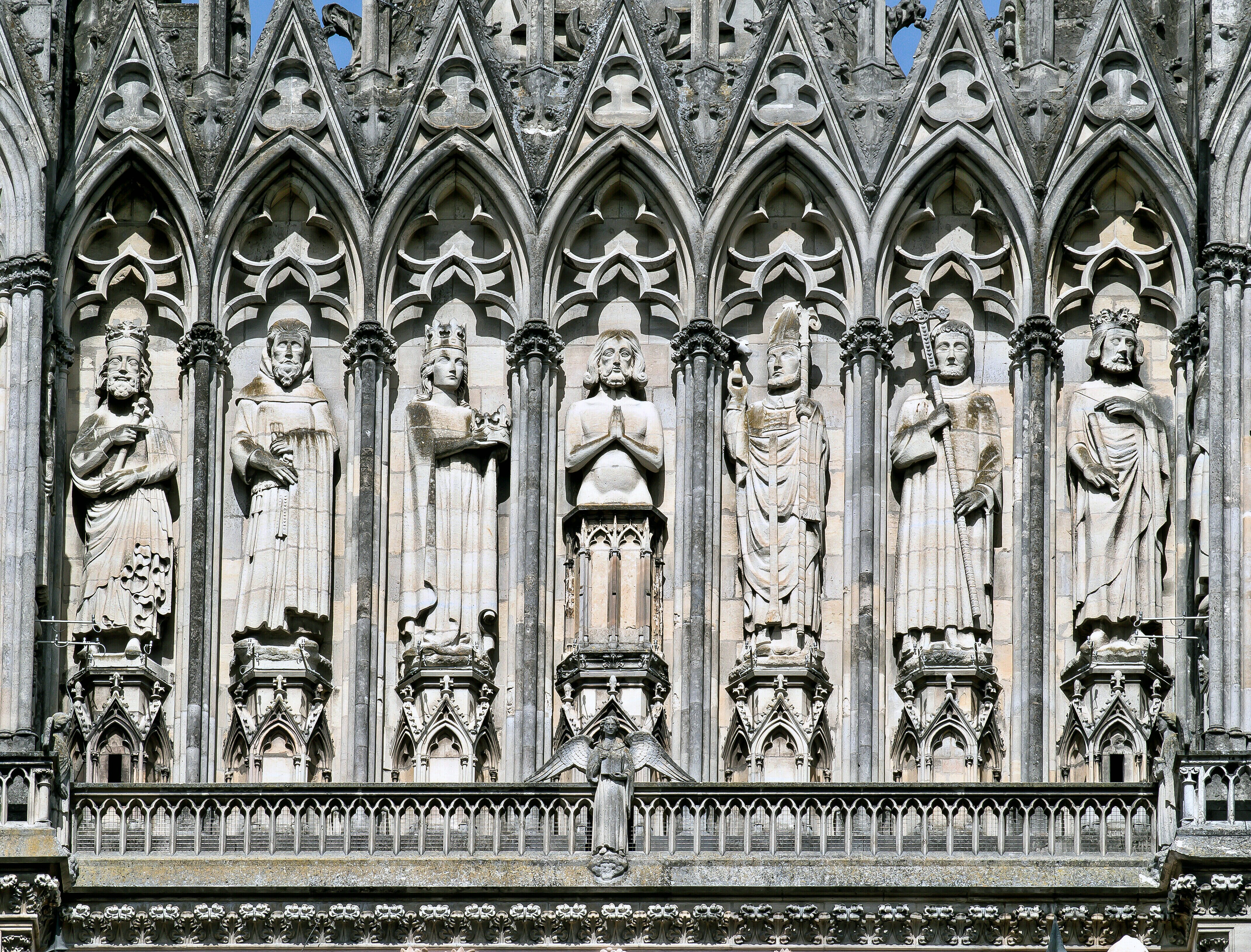
Mittelteil der Königsgalerie
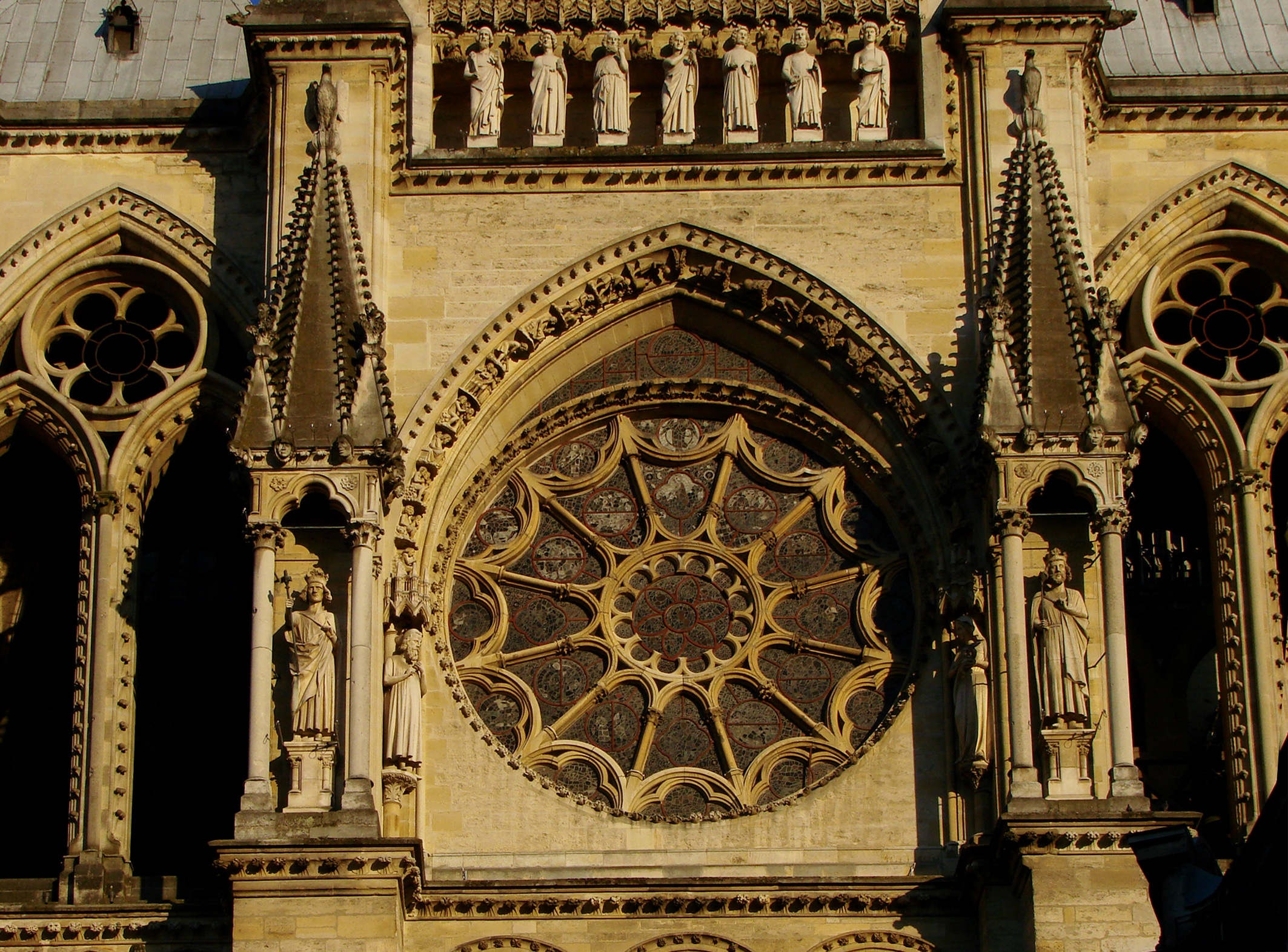
Nordquerhaus: Rosenfenster und Königsstatuen

### Innere Westwand

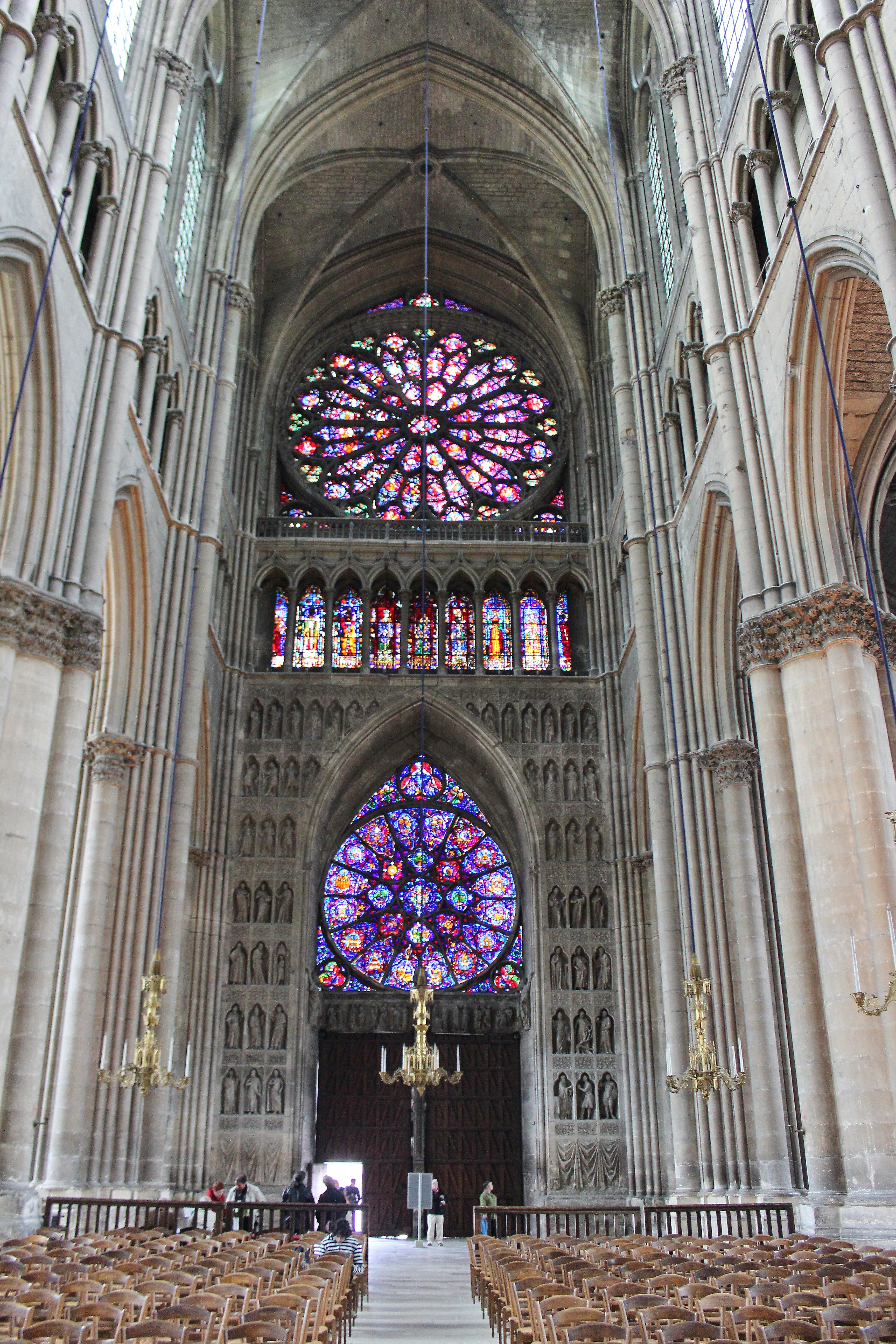
Westwand des Mittelschiffs

Die innere Westwand ist seitlich des durchfensterten Portalbogens gegliedert in ein regelmäßiges Raster von sieben Geschossen und 50 gleichförmigen, rechteckig gerahmten Nischen, in denen Einzelfiguren stehen, die allerdings meist mit einer anderen in der Nachbarnische agieren. Die linke Hälfte enthält Szenen aus dem Marienleben, auf der rechten Seite wird die Geschichte Johannes des Täufers erzählt, der auch Patron der Steinmetze war. Die Skulpturen entstanden um 1250–60, gleichzeitig oder unmittelbar nach den letzten Gewändestatuen der Portale außen.

### Kapitelle
Die Kapitellzone der Pfeiler im Innenraum erfährt in Reims eine weitgehende Erweiterung. Zunächst deutet sich bei der Kapitellzone eines Bündelpfeilers schon an, dass von dem zweizonigen Aufbau der obere Teil ein durchgehendes Band bildet. Hier ist die Zweizonigkeit nur noch bei den vorgelegten ¾-Säulen vorhanden, die Kapitellhöhe ist aber schon gleich. Bei der Endstufe dieser Entwicklung sind die Muttersäule und die vorgelegten Säulen durch ein durchgehendes Kapitellband verbunden.
Einige Kapitelle des – nach Chor und Vierung vollendeten (s. o.) – Langhauses weisen als frühgotisch geltende Formen auf, einige sogar Tierdarstellungen, die von der Kunsttheorie gerne als Merkmal romanischer Kapitelle betrachtet werden.

Knospenkapitelle und Lebewesen
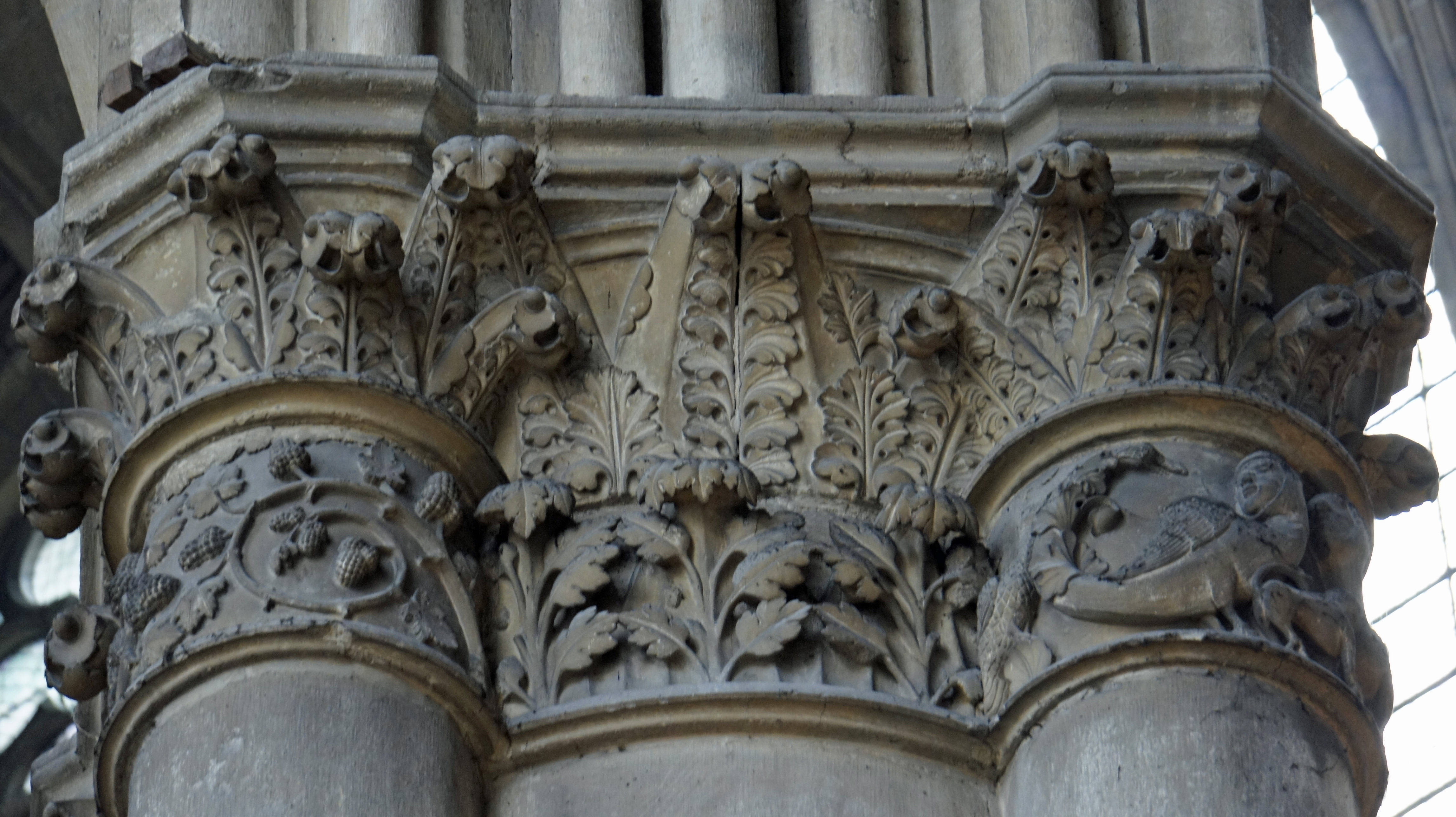
„Frühgotische“ Knospenkapitelle, rechts unten Skorpion
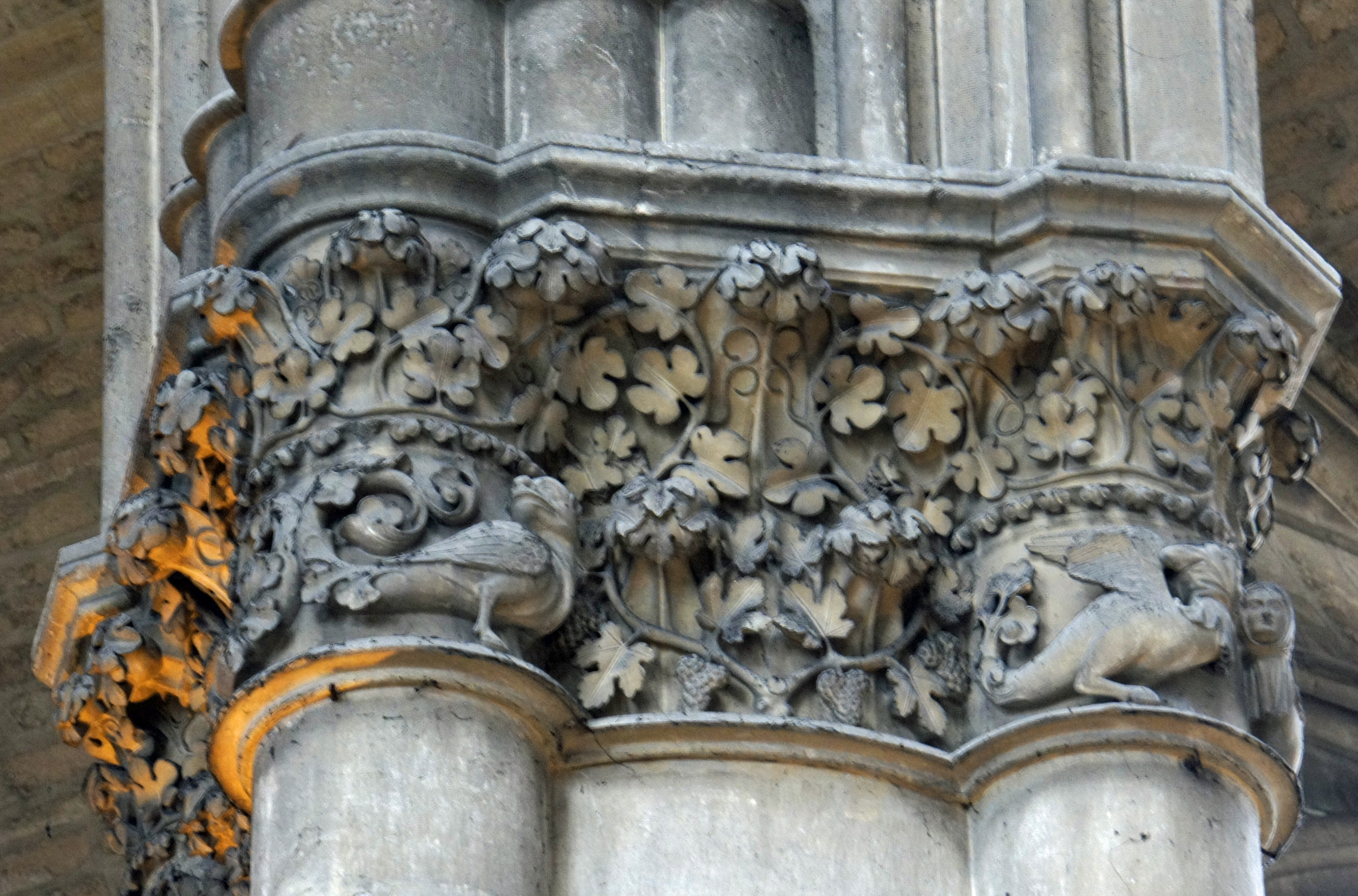
Vögel
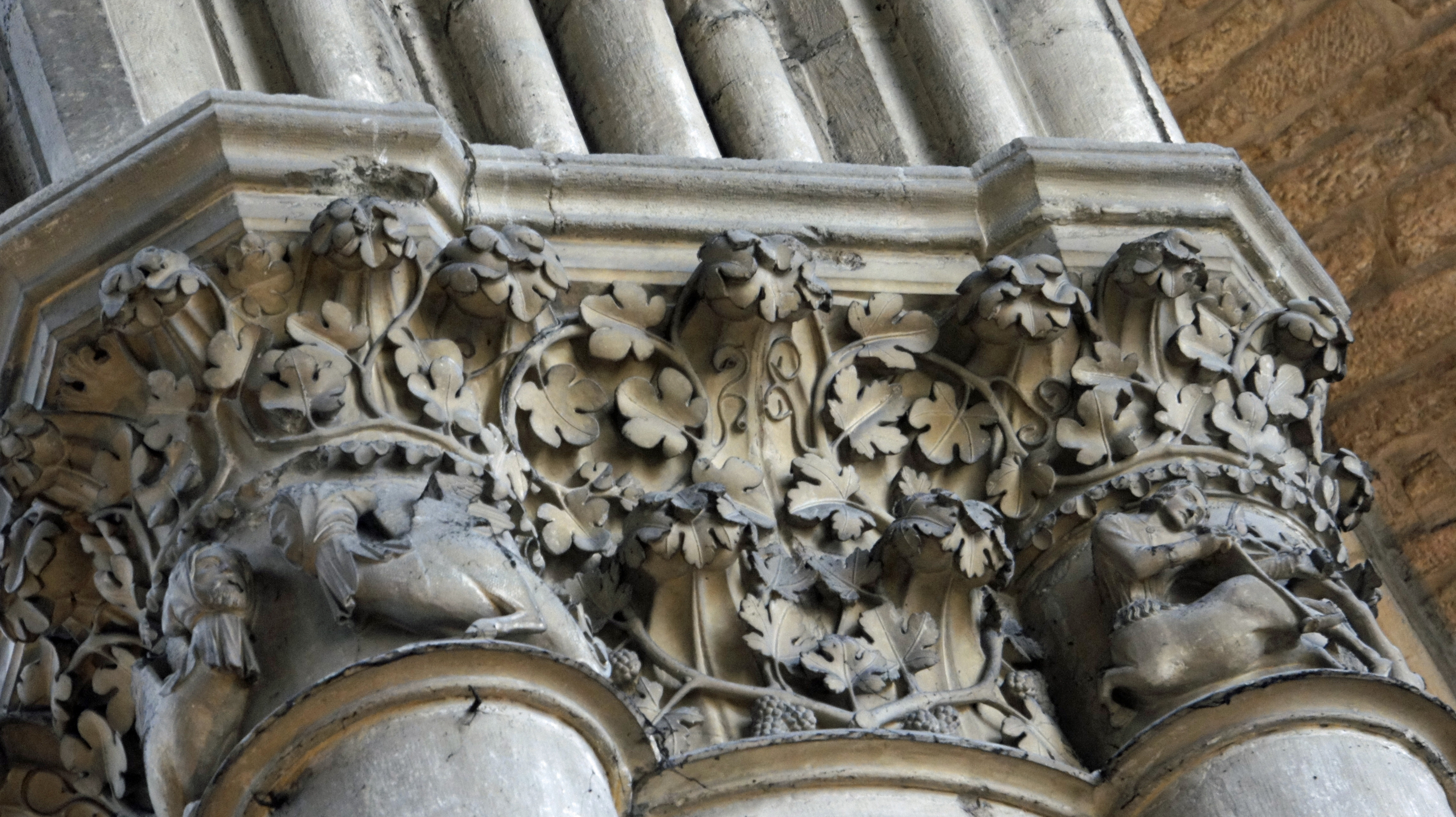
Zentaur (rechts unten)

## Ausstattung

### Glasfenster
Vor dem Ersten Weltkrieg besaß die Kathedrale in den höheren Abschnitten des Mittelschiffs, im Chor und im Querhaus noch zahlreiche original erhaltene farbige Glasfenster aus dem 13. Jahrhundert. Einige hatten neben dekorativem und religiösem auch dokumentarischen Wert, da Teile der Geschichte der Kathedrale dargestellt waren. Die im Krieg zerstörten Fenster erhielten während des Wiederaufbaus zunächst Notfenster aus farblosem Glas. In den folgenden Jahrzehnten erhielt die Kathedrale nach und nach neue Fenster, die von zeitgenössischen Künstlern gestaltet wurden: In den 1930er Jahren erstand so die kleine Rose über dem Hauptportal der Westfassade neu, ebenso die Joche der Seitenportale und die Fensterrose des Südarms des Querhauses. 1974 entwarf Marc Chagall drei Fenster für die Achsenkapelle des Chorraums: Sie stellen die Wurzel Jesse, die beiden Testamente und bedeutende Ereignisse der Stadtgeschichte von Reims dar. Weitere Fenster wurden von Brigitte Simon, Tsuguharu Foujita und Maria Helena Vieira da Silva gestaltet. 2011, anlässlich des 800-jährigen Jubiläums der Weihe der Kathedrale, wurden sechs Fenster in der Apsis eingeweiht, die der deutsche Künstler und Atheist Imi Knoebel gestaltet hatte, nachdem Gerhard Richter den Auftrag abgelehnt hatte. Die letzten drei seit der Bombardierung von 1914 noch notverglasten Fenster in der Jeanne-d’Arc-Kapelle, ebenfalls von Imi Knoebel gestaltet, wurden im Mai 2015 eingesetzt. Im Kontrast zu den meisten anderen Glasfenstern der Kathedrale sind Knoebels Fenster abstrakt und in starken Primärfarben gehalten. Ihre zersplitterte Komposition verweist auf die Verwüstung durch die Kampfhandlungen und kann als Hinweis auf die daraus folgende Zerrüttung der deutsch-französischen Beziehungen verstanden werden. Demgegenüber wurde bei der Einweihung der neuen Fenster ihre symbolische Bedeutung für die deutsch-französische Freundschaft hervorgehoben.

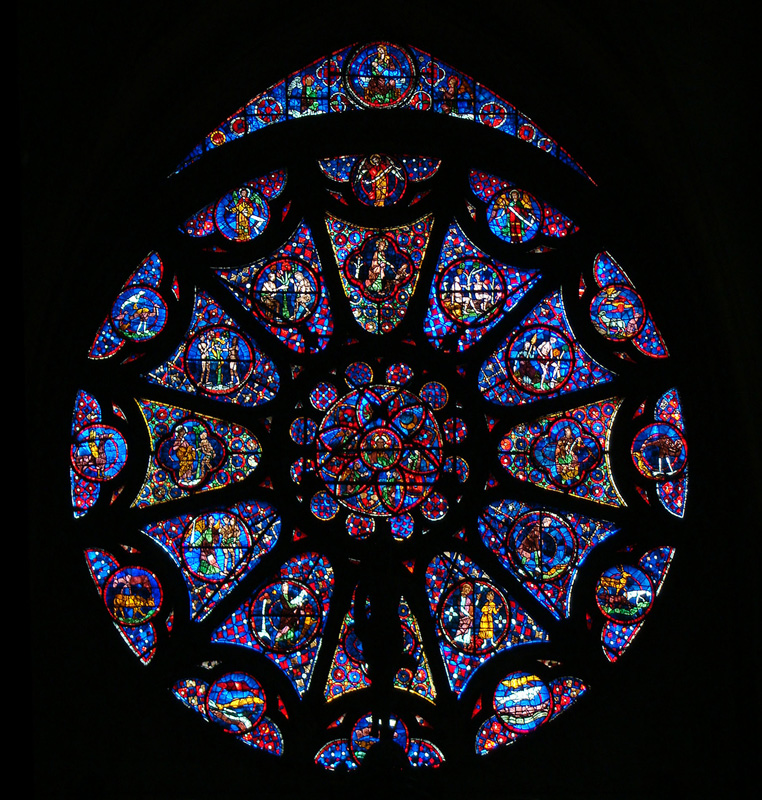
Fensterrose des nördlichen Querschiffs, gegliederte Rundform → Gothique classique
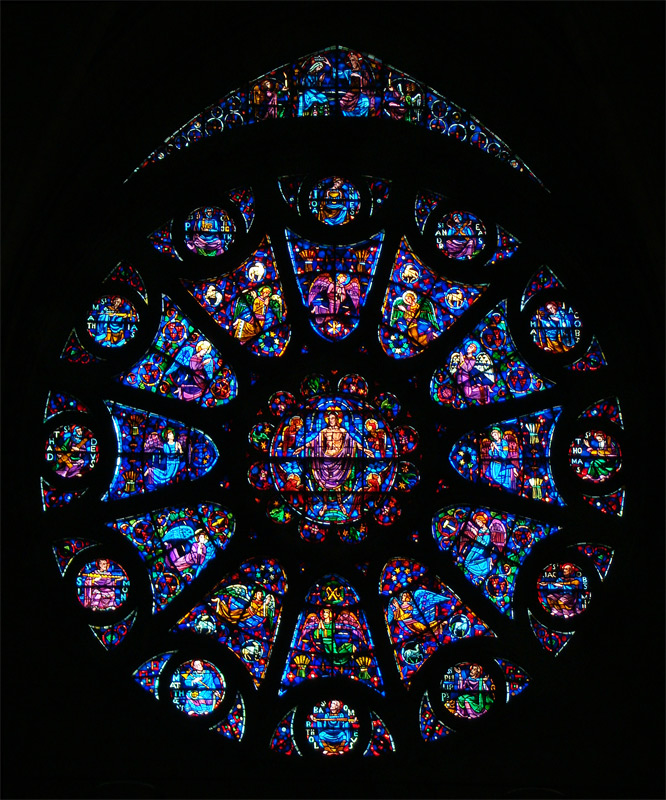
Fensterrose des südlichen Querschiffs, gegliederte Rundform → Gothique classique
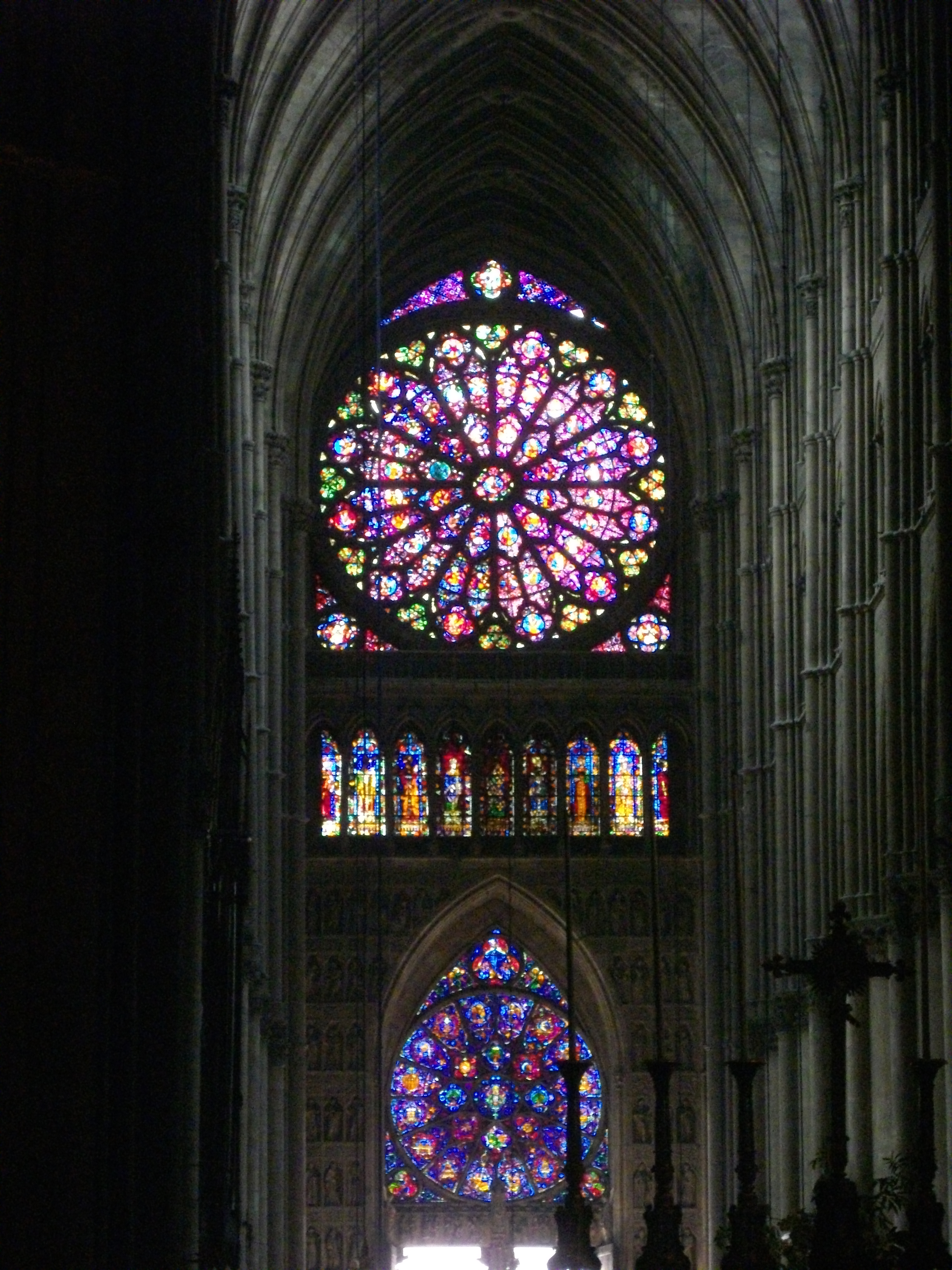
Fensterrosen der Westfassade, nach 1252, Verglasung überschreitet die Rundformen → Gothique rayonnant
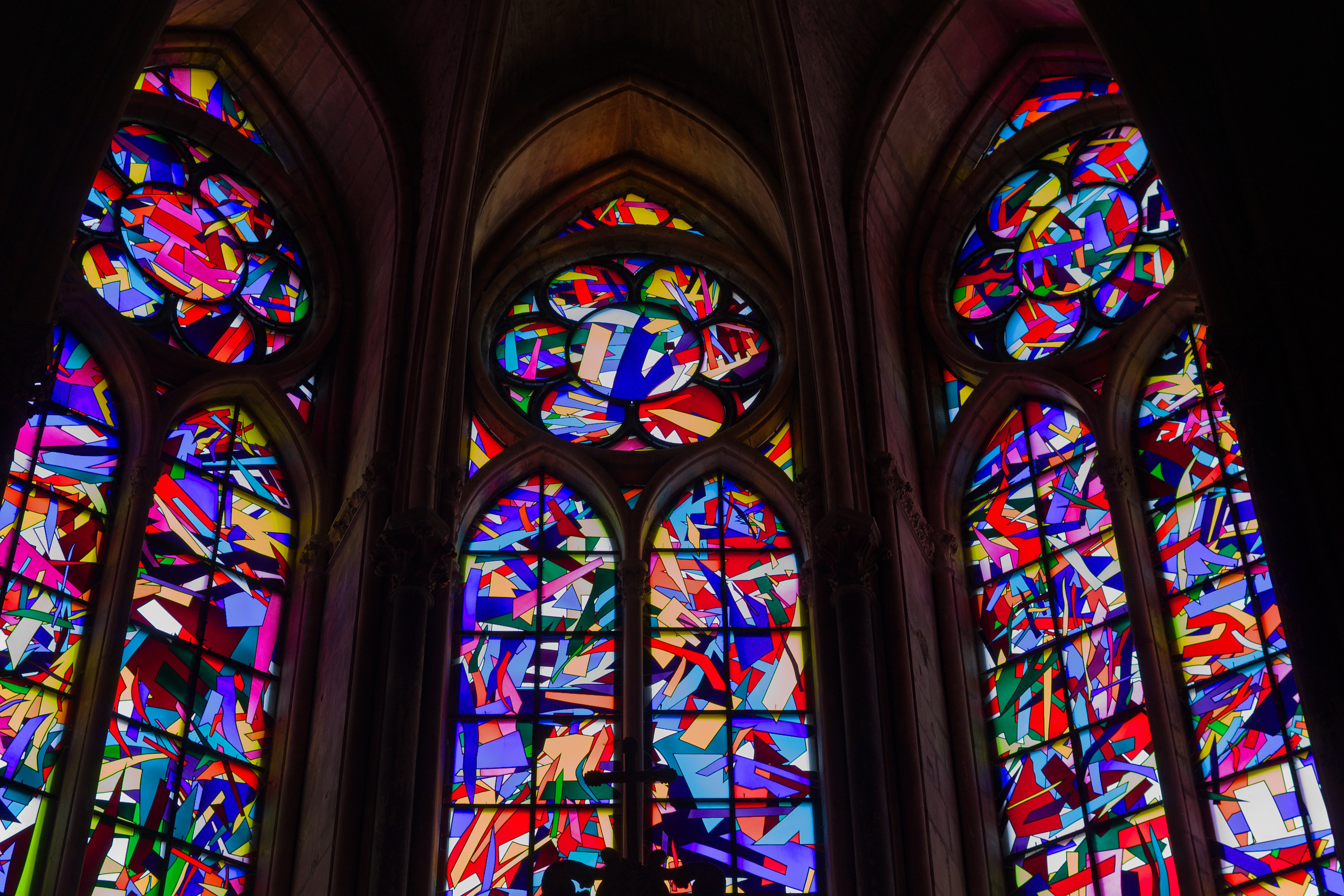
Glasfenster des Künstlers Imi Knoebel in der Apsis (2011)

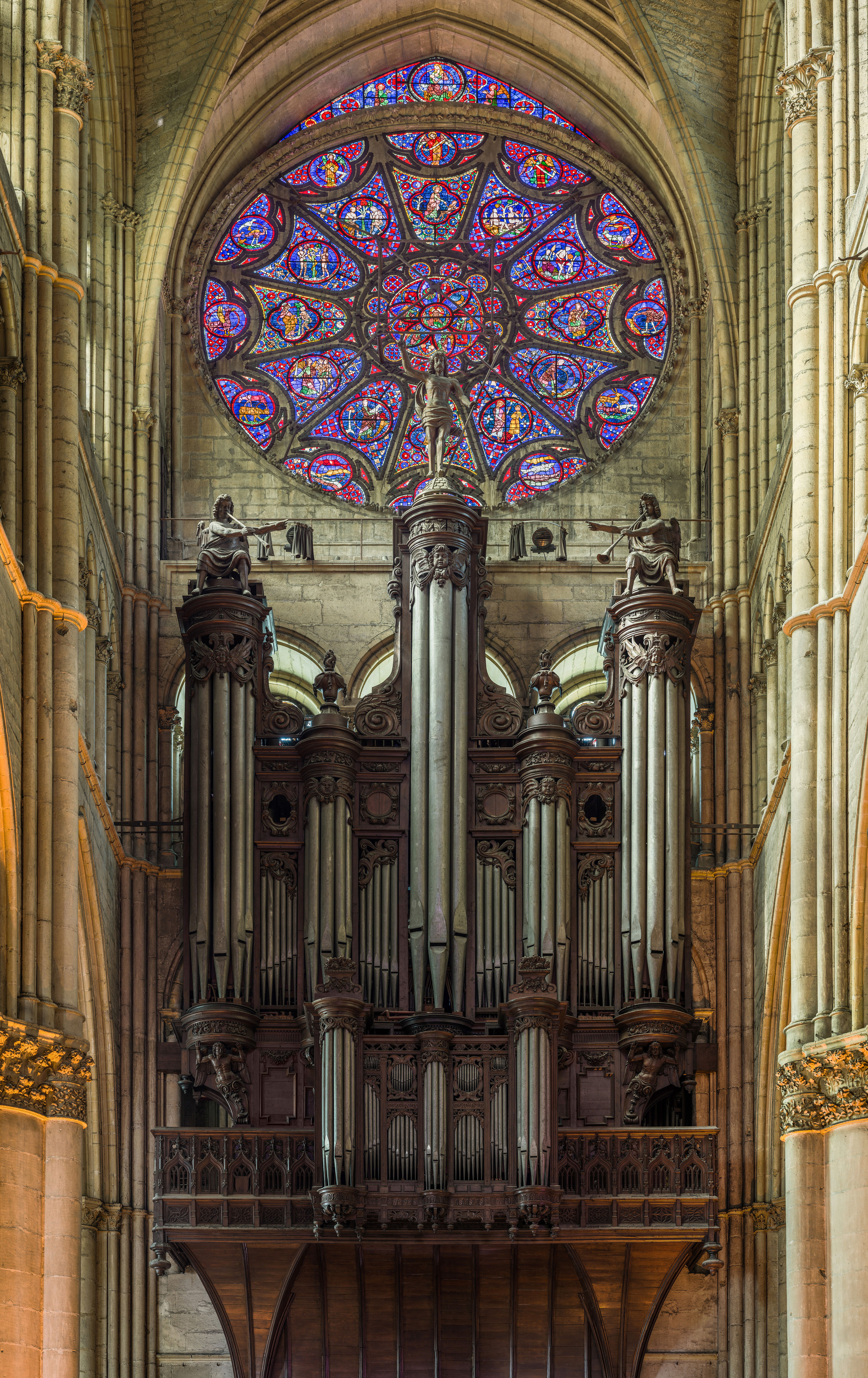
Orgel im Nordquerhaus

### Orgel
Die Geschichte der Orgeln reicht zurück in das Jahr 1489, als das erste, wohl einmanualige Instrument aufgestellt wurde. Dieses Instrument wurde im Laufe der Zeit mehrfach erweitert, umgebaut, und auch das Orgelgehäuse wurde mehrfach verändert.
Die heutige Orgel wurde in den Jahren 1937–1938 von dem Orgelbauer Victor Gonzalez erbaut. Das Instrument hat 86 Register auf vier Manualen und Pedal. Teilweise sind in diesem Instrument noch Pfeifen aus dem 17. bis 19. Jahrhundert erhalten. Derzeit wird die Orgel restauriert. Die Einweihung des Instruments ist für den Mai 2026 geplant.
| I Grand Orgue C–c4   |        |
| Montre               | 16′    |
| Bourdon              | 16′    |
| Diapason             | 8′     |
| Grosse Flûte         | 8′     |
| Bourdon              | 8′     |
| Prestant             | 4′     |
| Flûte à cheminée     | 4′     |
| Quinte               | 2 ⁄3′  |
| Doublette            | 2′     |
| Tierce               | 1 3⁄5′ |
| Grande Fourniture VI | 2 ⁄3′  |
| Petite Fourniture V  | 1 ⁄3′  |
| Cymbale IV           | 2⁄3′   |
| Cornet V             | 8′     |
| Bombarde             | 16′    |
| Trompette            | 8′     |
| Clairon              | 4′     |
| Trompette en ch.     | 8′     |
| Clairon en ch.       | 4′     |

| II Positif C–c4 |        |
| Bourdon         | 16′    |
| Montre          | 8′     |
| Flûte II        |        |
| Bourdon         | 8′     |
| Salicional      | 8′     |
| Prestant        | 4′     |
| Flûte bouchée   | 4′     |
| Nazard          | 2 ⁄3′  |
| Doublette       | 2′     |
| Tierce          | 1 3⁄5′ |
| Larigot         | 1 ⁄3′  |
| Fourniture IV   |        |
| Cymbale III     |        |
| Trompette       | 8′     |
| Cromorne        | 8′     |
| Clairon         | 4′     |

| III Récit expressif C–c4 |        |
| Quintaton                | 16′    |
| Montre                   | 8      |
| Flûte harmonique         | 8′     |
| Bourdon                  | 8′     |
| Dulciane                 | 8′     |
| Voix céleste             | 8′     |
| Prestant                 | 4′     |
| Flûte creuse             | 4′     |
| Quinte                   | 2 ⁄3′  |
| Doublette                | 2′     |
| Tierce                   | 1 3⁄5′ |
| Septième                 | 1 ⁄7′  |
| Flûte                    | 1′     |
| Fourniture IV            |        |
| Cymbale III              |        |
| Bombarde                 | 16′    |
| Trompette                | 8′     |
| Hautbois                 | 8′     |
| Voix humaine             | 8′     |
| Clairon                  | 4′     |
| Tremblant                |        |

| IV Echo C–c4    |     |
| Cor de nuit     | 8′  |
| Quintaton       | 8′  |
| Bourdon         | 4′  |
| Viole           | 4′  |
| Flûte           | 2′  |
| Sesquialtera II |     |
| Cymbale V       |     |
| Ranquette       | 16′ |
| Chalumeau       | 8′  |
| Musette         | 4′  |

| Pédale C–g1          |        |
| Principal            | 32′    |
| Principal            | 16′    |
| Flûte                | 16′    |
| Soubasse             | 16′    |
| Principal            | 8′     |
| Flûte                | 8′     |
| Bourdon              | 8′     |
| Principal            | 4′     |
| Flûte                | 4′     |
| Nasard               | 2 ⁄3′  |
| Doublette            | 2′     |
| Tierce               | 1 3⁄5′ |
| Grande Fourniture VI |        |
| Petite Fourniture VI |        |
| Contrebombarde       | 32′    |
| Bombarde             | 16′    |
| Trompette            | 8′     |
| Basson               | 8′     |
| Clairon              | 4′     |
| Buccine              | 2′     |

### Glocken

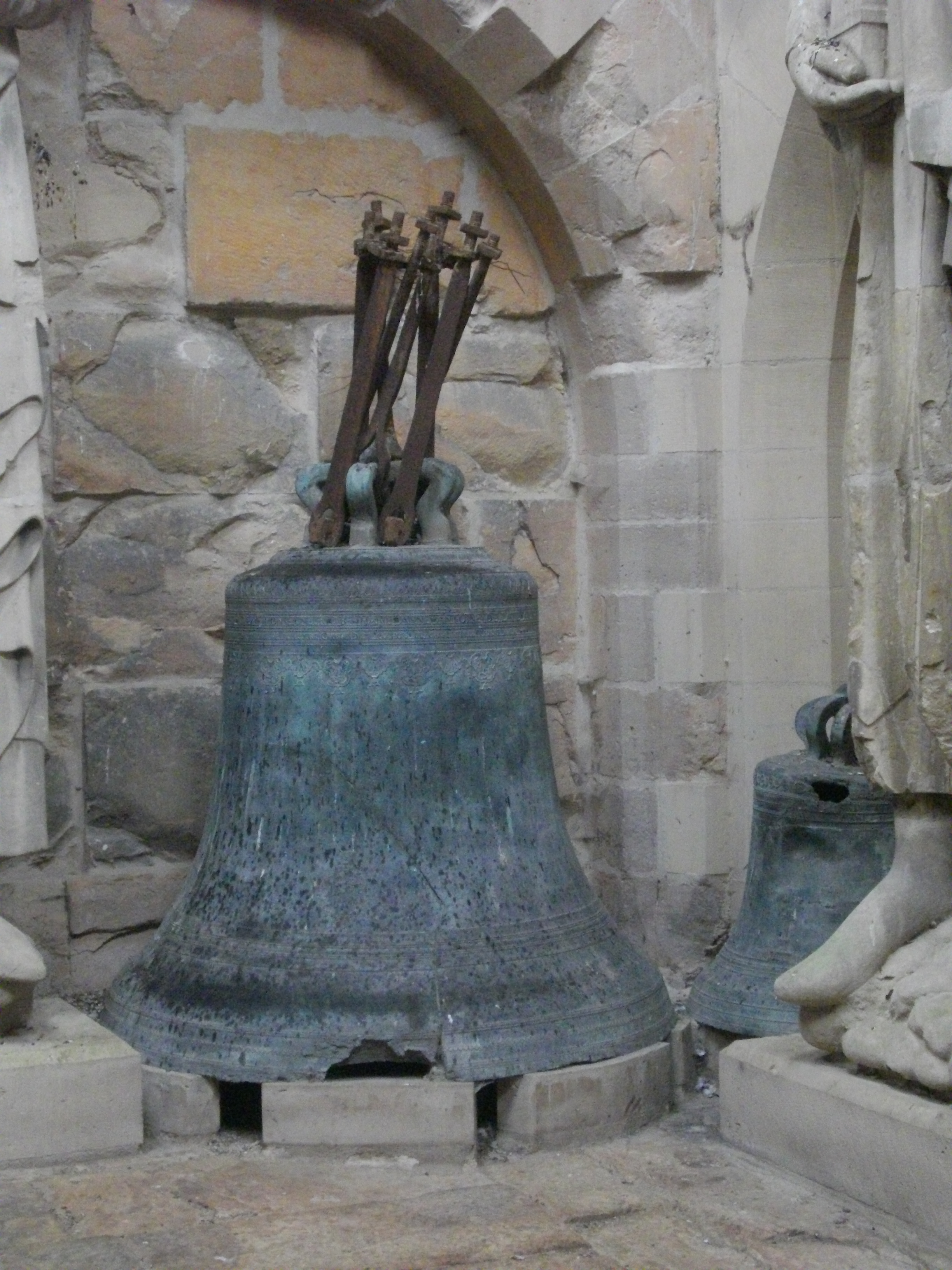
Beschädigte Glocken, abgestellt im Nordturm, links: Antoinette, rechts: Nicaise

Die Türme beherbergen unter anderem zwei große Glocken: Charlotte und Marie.
| Nr. | Name             | Gussjahr | Gießer           | Durchmesser (mm) | Masse (kg) | Schlagton |
| 1   | Charlotte        | 1570     | Pierre Deschamps | 2.460            | 10.435     | f0        |
| 2   | Marie            | 1849     | Bollée           | 2.240            | 7.413      | g0        |
| 3   | Stéphanie        | 1831     | Cochois          | 1.400            | 1.529      | des1      |
| 4   | Albertine-Louise | 1931     | Blanchet         | 1.170            | 994        | f1        |
| 5   | –                | 1823     | Cochois          | 920              | 496        | as1       |

Einige Glocken sind beim Bombardement im Ersten Weltkrieg beschädigt worden und sind im Nordturm abgestellt.
| Nr. | Name       | Gussjahr | Gießer  | Durchmesser (mm) | Masse (kg) | Schlagton |
| –   | Antoinette | 1824     | Cochois | 1.530            |            |           |
| –   | Nicaise    | 1831     | Cochois | 870              |            |           |
| –   | –          |          |         |                  |            |           |

## Wissenswertes
Um 1360 komponierte Guillaume de Machaut an der Kathedrale von Reims seine Messe de Nostre Dame, die älteste vollständige Vertonung des Messordinariums aus der Feder eines einzelnen Komponisten.
Das 1778 zerstörte Labyrinth auf dem Boden der Kathedrale diente als Vorlage für das Symbol (siehe Abbildung), mit dem in Frankreich ein Monument historique gekennzeichnet wird.

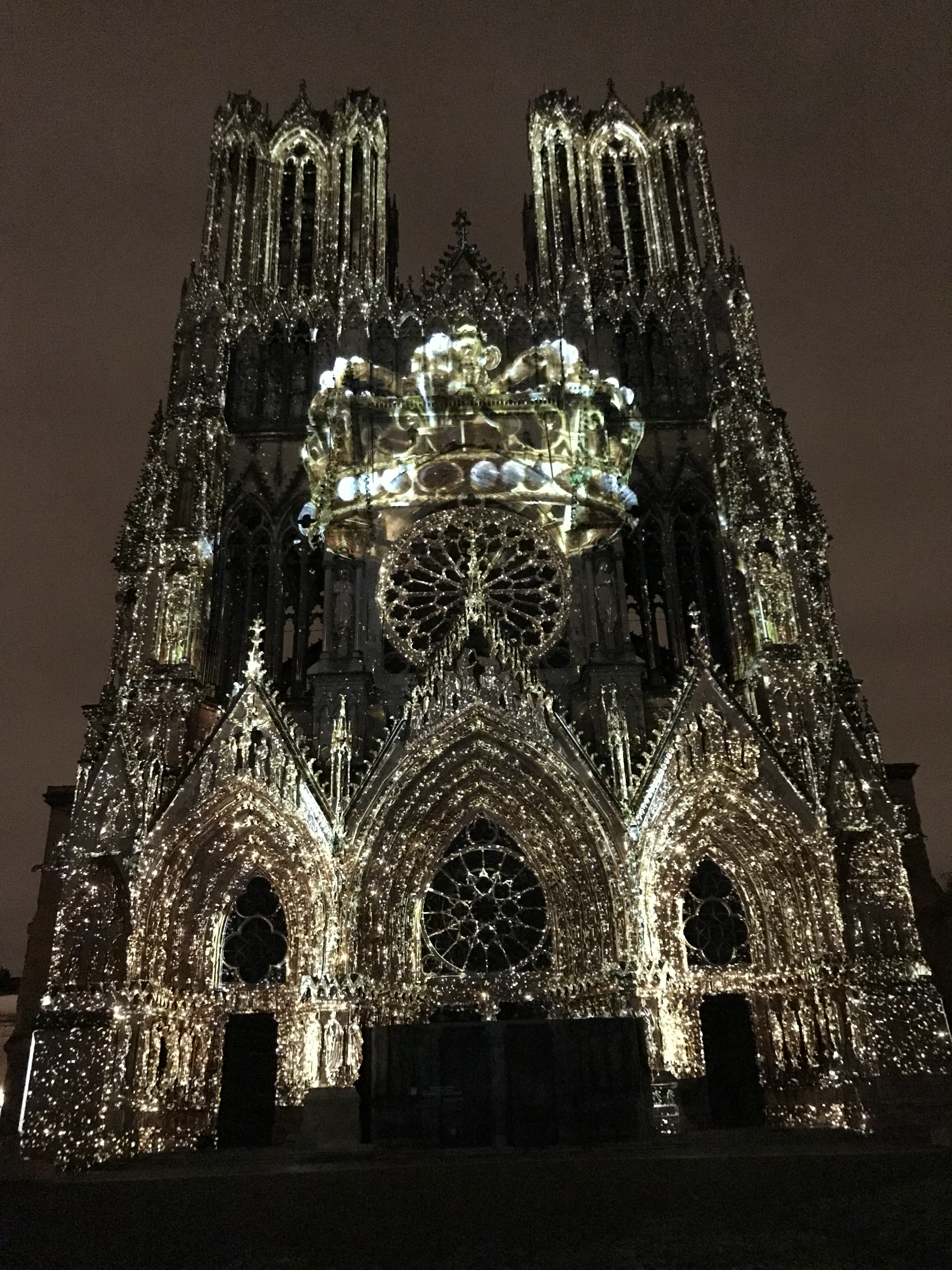
Ton- und Lichtschau « Regalia »

Im Sommer findet alljährlich nach Einbruch der Dunkelheit die „Regalia“ statt, eine Ton- und Lichtschau, die die Fassade der Kathedrale in Szene setzt.

## Filme
- Die Kathedrale von Reims (Frankreich) – Glaube, Macht und Schönheit. Dokumentarfilm, Deutschland, 2011, 14:45 Min., Buch und Regie: Horst Brandenburg, Produktion: BRB Film, SWR, Reihe: Schätze der Welt – Erbe der Menschheit, Folge 392, Erstsendung: 21. Juni 2011 bei 3sat, Inhaltsangabe von fernsehserien.de, Internet-Video, mit Flugdrohnen-Aufnahmen innen und außen.

- Reims – Kathedrale der Könige. Dokumentarfilm, Deutschland, 2002, 58:00 Min., Buch und Regie: Georg Graffe, Produktion: Bayerischer Rundfunk, Reihe: Schauplätze der Weltkulturen, Folge 37, Inhaltsangabe von ARD.